# 金属对决 战斗陀螺
《戰鬥陀螺 鋼鐵奇兵》（日语：メタルファイト ベイブレード，英文：Metal Fight Beyblade/Beyblade: Metal Fusion）是TAKARA TOMY玩具公司为推销新系列战斗陀螺玩具而制作的动画。正篇於2009年4月5日在东京电视台首映，和之前放送的战斗陀螺系列完全不同。日本在2010年4月4日接續播出第二部，以《戰鬥陀螺 鋼鐵奇兵 爆》為名播出。而第三部則以《戰鬥陀螺 鋼鐵奇兵 4D》命名，於2011年4月3日播出。 
战斗陀螺在香港由萬信有限公司代理；在台湾由丽婴国际代理，被译作《戰鬥陀螺 鋼鐵奇兵》。而在欧美地区，该片的播出同样也引起不少战斗陀螺爱好者的关注。
2009年6月6日动画新闻网宣布加拿大NELVANA公司引进此片的消息，其注册名为“Beyblade: Metal Fusion”並于2010年在北美地区播放。
香港於2010年1月7日起逢星期四及五17:15~17:45於翡翠台播出，2011年1月14日起逢星期四及五17:20~17:50於翡翠台播出第二期（爆），2012年1月20日起每逢星期四及五17:20~17:50於翡翠台播出第三季（4D）。
台灣於2010年5月7日起每星期五及六18:00~18:30在卡通頻道播放（同年8月9日改成只有星期六同時段播出）。

## 概要
原作漫画由足立充史在2008年10月號的月刊上开始连载。由于人气不斷提升，在连载至第五话时决定游戏化，并于2009年3月（漫画连载第六话）放出即将动画化的消息。
本作是《战斗陀螺》系列作品完结后再度展开的新系列故事。前作中将四圣兽作为故事题材与战斗陀螺结合，而本作则是使用星座和神話等項目作为题材与战斗陀螺的故事相融。
漫画中的1～7话被分为“第一部”，第二部由第8话开始，小标题命名为“篇”（Battle Blader，台灣青文出版社翻譯为「戰鬥陀螺風雲會」）。

## 故事
在夜空中閃爍著無數的星星，有多少個星座就有多少個戰鬥陀螺，有多少場戰鬥就有多少個故事。每個持有戰鬥陀螺的陀螺戰士賭上他們所有的一切而展開陀螺對戰，一位對戰鬥陀螺充滿熱愛之心的少年教導許多人學會理解陀螺對戰的理念、並與許多陀螺戰士們展開陀螺對戰，逐漸為戰鬥陀螺寫下不少精彩的故事。
在戰鬥陀螺世界中，戰鬥陀螺是被人們所創造出來的工具，而操縱陀螺的人就是陀螺戰士。戰鬥陀螺從古代被用來當成武器甚至是道具，其力量有時能夠將海洋分開成道路、有時會操縱天氣、其餘的則會將山脈化為平地甚至可以摧毀建築，戰鬥陀螺隨著時光的流逝逐漸轉變為對進行陀螺對戰的樂趣，是否能駕馭與發揮战斗陀螺的力量都決定於陀螺戰士的手中，直至今日人們都在享受戰鬥陀螺與戰鬥陀螺之間的對戰。
第一至第三季
第四季（ZERO-G）

## 登场的战斗陀螺
片中登场之战斗陀螺，每个陀螺都有相對的星座对称。之後加入神話人物、神話生物和神獸、星系等對稱，其構造主要由纹章、輪盘、轴心、底盤四个部分所组成（有些陀螺的轮盘分為兩部分，共分成五個部分）。战斗陀螺分为攻击（Attack）、防禦（Defense）、持久（Stamina）和平衡（Balance）四大类型。陀螺之间还能够根据需要来进行部件交换，从而改变其性能。大部分的战斗陀螺都是右回转（有些是左回转，这类型的战斗陀螺很罕見）。角色们使用的战斗陀螺也随着动画和原作的不同创作而有所变化。第四季ZERO-G中改以幻獸為主題，名稱組合上是以「職業+幻獸+底盤」，另外加上屬性。

## 用语與主要場地

### 第一季
- 战斗陀螺（Bey）

战斗陀螺是陀螺战士的搭档，从古至今一直被用来进行陀螺对战。战斗陀螺由纹章、轮盘、金属轮盘、底盘、轴心（包括4D轴心）五个零件组成（有些陀螺的轮盘共分为两個部分，因此總共由五至六个部件构成）。每个陀螺的零件都是可互换和定制的。此外，大多数陀螺都是右回转，而会左回转和左右回转的陀螺则相当罕见。
古代的陀螺起初是被人們所創造出來的工具、武器甚至是道具，其力量有時甚至能夠將海洋分開成一條道路、有的會操縱天氣、其餘的會將山脈化為平地甚至可以摧毀建築，戰鬥陀螺隨著時光流逝逐漸地轉變為進行陀螺對戰的樂趣，是否能駕馭與發揮战斗陀螺的力量都決定於陀螺戰士的身上，直至如今人們都在享受戰鬥陀螺與陀螺之間的對戰。
此外，戰鬥陀螺擁有隱藏的特殊力量，而且它的力量是無限的，起初陀螺的力量只有在陀螺對戰中才可以使用，但是不少心懷不軌的人想要將陀螺的特殊力量用在對戰以外的場合，甚至在看上陀螺的力量時解開某些絕對不可使用的陀螺的封印而引發災難，所以有些熱愛陀螺的人總是會與邪惡之人展開陀螺對戰，並且將陀螺的特殊力量用於行善。
有些战斗陀螺的零件很罕見甚至於絕版，像是巨岩牡羊ED145D和大地天鷹145WD等陀螺，如果有些陀螺零件有絕版和罕見的情況，那麼修復的機率相當地低。
详细介绍参照登场戰鬥陀螺部分。
- 陀螺戰士（Bladers）

是使用战斗陀螺進行對戰的角色，也是战斗陀螺的持有者兼搭檔。
陀螺戰士與战斗陀螺產生心靈相通還會產生默契。有些陀螺戰士擁有陀螺戰士之魂，他們的靈魂一旦點燃可以發揮出戰鬥陀螺的力量。
- 陀螺DJ（Bladers DJ）

是講解陀螺對戰與比賽規則的裁判，此外每個國家都有陀螺DJ也持有战斗陀螺。
- 战斗陀螺的類型

战斗陀螺的類型共有四種：分別為攻擊、防禦、持久和平衡。未知型的陀螺只有在動漫和遊戲版中出現。
战斗陀螺在型態香客方面為：攻擊型>持久型>、持久型>防禦型、防禦型>攻擊型，平衡型的陀螺與其中任何型態的陀螺都沒有優劣之分。如果與陀螺戰士的契合度提升就會盡可能避免出現不利的情況。可以通過重新佈置軌道和底部等改造來改變攻擊力。
每個战斗陀螺都有不同的模式和屬性而且各自都有優勢與劣勢。每個型態不同的战斗陀螺零件以顏色來區分（攻擊型為藍色、防禦型為黑色、持久型為紅色、平衡型為黃色）。
- 陀螺積分點（BeyPointer）（ベイポインター）

在战斗陀螺对战中用来记录分数的小型仪器，颜色幾乎是以黑色为主。陀螺積分點所记录的分数会根据使用者的对战结果增加或减少，負分時會加回零到負一百二十分的記分。贏得陀螺對戰的人可以獲得的積分點可以存儲在托架指針中。剛開始銀河的陀螺點數是三萬七千個陀螺基分點，而健太的陀螺點數是一千二百五十個陀螺積分點。不過陀螺積分點的分數很重要，因為陀螺戰士的陀螺基分點的分數越多就是證明其實力很強，而且在動畫的第一季中以陀螺積分點用來參加陀螺戰士全國大會。
- 积分对战

积分对战是片中特有的陀螺对战方式。贏家就可以獲得对手的十分陀螺基分點。
- 角度羅盤

一般的陀螺戰士所持有的物件，可以用附在發射器上的指南針測量手臂的水平位置，並且在發射陀螺時糾正手臂的下降或傾斜度。陀螺的軸線水平放置在地面上時最大的程度為減少功率的損耗度與機率。
- 發射器握把（Launcher Grip）（ランチャーグリップ）

用来安装與發射戰鬥陀螺的發射器，其裝置通常會放入腰帶並且戴在陀螺戰士的腰部中。
- 战斗陀螺對戰盤

舉行战斗陀螺對戰的砂漿形的對戰盤。如果陀螺從該對戰盤彈出場外或是在對戰盤上停止旋轉進而分出勝負的場地。儘管沒有具體說明卻有攻擊型、持久型、平衡型、超級攻擊型和標準型等對戰盤都有不同的特徵。而且世界各地的對戰盤的材料如果不同，對陀螺戰士中的陀螺得到優劣式相當明顯（像是意大利的羅馬競技場和巴西的馬拉卡納體育場）。
- 陀螺對戰（Bey Battle）

使用战斗陀螺來進行對戰的用法。基本上是以一對一的陀螺對戰，後來也增加雙打對戰或是皇家對戰的對戰模式。
雙方的陀螺戰士在對戰時會用陀螺發射器來射擊戰鬥陀螺，然後在對戰開始時大喊“ 3、2、1，go shoot！（英語版是let it rip）、（中文版是戰鬥開始）”期間發射各自的陀螺（但是有些特殊事件中可以略過對戰規則）。雙方的陀螺就會在對戰盤上開始旋轉移動後就會開始對戰，雙方必須跟陀螺產生默契還要在對戰盤上靠著陀螺模式、場地的優勢和必殺技等戰略來擊敗對手的陀螺，規則中分出勝負的關鍵是當其中一方的陀螺如果停下來或是被對手的陀螺給擊敗或是打飛出場外後就會判定勝負。
- 必殺技（必殺轉技、必殺絕技）

僅當隱藏在战斗陀螺的機能和陀螺戰士的力量能夠完整默契、結合出強大的力量與招式。招式的屬性類似跟使出魔法陣或魔法之類的招式，每個陀螺戰士所使用的必殺技與持有战斗陀螺所隱藏的機能、屬性、力量都不同，所以使出的招是來攻擊與擊敗對手的陀螺都有各種力量的差距，有時會有兩至三人合作所組成的聯合合體必殺技（聯合合體轉技），甚至會使用究極必殺技與傳說究極必殺技（究極轉技、傳說究極轉技）來提升招式的威力能與神匹敵與並駕齊驅。
每個必殺技的威力之強度會取決於屬性不同的能力，例如第二季中達美安在使用煉獄必殺技（煉獄轉技），其招式的威力宛如煉獄的烈火般會重創對手甚至是陀螺、劇場版中希利奧斯所使用灼熱必殺技（灼熱轉技），灼熱必殺技使出全力時威力凌駕究極必殺技之上，宛如太陽的火焰一般會重創對手的陀螺，即使陀螺僥倖躲過其招式，受損率可能性會很高。
雖然必殺技的威力強度取決自陀螺戰士的實力與陀螺的屬性，但是有些力量不是所有陀螺戰士能夠克服和承受（因為它們的力量來源不一定不會帶來副作用）。像龍牙和水地所使用的闇黑必殺技（闇黑轉技、闇黑絕技）是被闇黑力量所認同的人才能使用的招式，不過副作用就是會引響陀螺戰士的個性，凡事用闇黑力量的陀螺戰士會變得黑化到身心都面臨毀滅的風險，僅有少數的陀螺戰士不會受此力量的影響。
- WBBA（World Beyblade Battle Association）

举办战斗陀螺大型比赛與其贊助者的團體組織，名字全称為“世界陀螺戰鬥協會（World Beyblade Battle Association）”。
在動畫第一季中表面上與暗黑星雲「合作」舉辦陀螺戰士全國大會，不過實際上暗中派遣不少特別蒐查人員兼間諜(像是翼是例子)潛入暗黑星云的組織本部在暗中調查出暗黑星云的真面目與雷霆天龍的力量，直到銀河一行人打敗雷霆天龍與擊垮暗黑星云為止。後來在第二季中，由於長期讓暗黑星云做出許多為所欲為的行徑促使不少有前途的陀螺戰士踏上歪路甚至誤入歧途。所以為了避免重蹈覆轍也能讓全世界的陀螺戰士能夠安心與享受著陀螺對戰的樂趣，因此重新成為更強而有力的大型組織而奮力而鬥所建立的新WBBA組織。總部的本部長和負責人是銀河的父親流星。Zero G 由翼來擔任總部長。
- 戰鬥陀螺大会

由WBBA定期举办的战斗陀螺大型比赛。每場大會有各式不同的活動與對戰。
- Bb商店

小圓的父親所經營的戰鬥陀螺商店。店內都是在販賣戰鬥陀螺的零件與配件甚至是發射器等等，樓上是一般人的住所、樓下有地下室可以當成戰鬥陀螺的維護與修理場所。在遊戲版本中Bb商店是主要販賣戰鬥陀螺的零件與配件。在漫畫版本中健太是此商店的經理，商店的名稱為陀螺愛好的商店“ B-PIT”。
- 首狩團/紋章狩獵者(Face Hunter)（フェイスハンターズ）

是第一季中的由一群不良少年所組成戰鬥陀螺的幫派，成員大約有一百個人。起初首狩團是由弁慶所建立與带领的，之後轉換為京谷成為首狩團的新首領所引導而變得出名。
首狩團平时會用不正规的比赛手段抢夺許多陀螺戰士的积分，藏身處是工地上废弃的倉庫。他们的特征就是在腰上佩戴着个装饰着黄色字母“F”的發射器握把。其組織在動漫版本中找些看似實力較強的對手進行陀螺對戰來奪走積分，而在漫畫版本中會奪走被打敗的對手的陀螺。直至在動漫的第9集中被京谷以不靠同伴而變強的理由給解散。
- 闇黑星雲(Dark Nebula)

故事中（活躍於第一季）和WBBA與眾主角為敵的反派組織，領導者為龍牙與大道寺，其組織的目的是利用禁忌的陀螺雷霆天龍100HF的強大力量來掌控戰鬥陀螺界，不過實際操縱者是美國HD研究院的院長捷古拉特，因為闇黑星雲只是由HD研究院研究所幕後操縱的空殼，所以它起初是靠著龍牙的協助來獲得雷霆天龍的力量來研發陀螺的數據資料而變得很有名。
雖然闇黑星雲從古马村「獲得」禁忌的戰鬥陀螺雷霆天龍打算靠其力量來掌控戰鬥陀螺界，但最後因為雷霆天龍的失控而被銀河一行人打敗不久被擊垮跟解散。在Zero G中格雷西家族所創立的DNA組織的本名是（闇黑星雲再現，Dark Nebula Again），也就是說DNA是繼承闇黑星雲的遺志的反派組織。
闇黑星雲擁有先進的科技與設備還擁訓練陀螺戰士的練習場和對戰盤，甚至有改造戰鬥陀螺的大型工廠。而且組織使用最新的機械配備與培訓設施，還有個機架重塑系統使用計算機對機架進行最佳重塑並為持續充電。此外還有一些精銳功能訓練會將戰鬥陀螺的攻擊、防禦、持久、平衡和針對特定類型的技術提高到最高水平。因此讓許多隸屬闇黑星雲的成員在全面計算機管理中進行鍛鍊而且實力也會變得更強。
其組織名稱參照自星雲的形象之一的暗星雲。
- 野狼谷（ウルフキャニオン）

隸屬闇黑星雲的自然保護區，由於這個山谷有狼群出沒，所以要在這裡生存是件很辛苦的事。
第一季8話中大道寺從他的秘密基地(指的是闇黑星雲之城)帶著京谷來到此山谷要他靠自己的力量爬上山頂作為鍛鍊的強化訓練，從闇黑星雲之城到野狼谷的時數來算，要搭乘直升機過去大約只需要20分鐘。4D話中新的星星碎片的力量恰巧墜落於此地然後寄宿在巨岩雄獅的身上讓其進化為鋼牙雄獅 130W²D。
- 古马村（コマむら）

動畫與漫畫中虚构的村庄，被人們称為“战斗陀螺之乡”（ベイブレードのさと），也是银河、流星、冰魔、北斗以及勇氣的祖父的故乡。禁斷的戰鬥陀螺雷霆天龍與傳說中的陀螺銀河天馬亦被封印于此地。
剛開始這座村莊有不少村民們居住此地，直至雷霆天龍被暗黑星雲給奪走就無人居住（除了冰魔與北斗以外）。只有古马村的人能夠進入此村莊，村莊後面的雪山的山頂上的寺堂內藏有一位強大的陀螺戰士所留下的秘技書。現實情況是，銀河的父親流星考慮到銀河可能會敗給雷霆天龍受到挫折的情況，於是特地留給銀河看到祕笈中的字跡中讓他體悟到即使輸掉對戰也要重新振作起來。在爆中銀河為了找到繼烈風天馬的陀螺決定回到古馬村取得銀河天馬，在漫畫版中是個靠近古馬村山腳下未在地圖上隱藏的村莊，而雷霆鳳凰也被封印在此地。更是銀河一行人與破壞神涅墨西斯展開決戰的地方。
- 钢山

钢山是动画中虚构的一座山，与古马村相邻。在动画的设定中禁断的陀螺雷霆天龍就被封印在此山洞的神廟中。
- 彷徨之山

彷徨之山是动画中虚构的一座山，环境险峻道路复杂。在这座山中隐藏通往古马村的必经之路，只有古马村的村民知道該如何找到此捷徑，如果沒有古马村的村民的引導是不可能到達古马村的。
- 绿色地狱（緑の地獄）

是古马村独有的以綠曜石为原材料构成的陀螺对战场地，通称“绿色地狱”。據說古馬村未建造前有顆巨大的星星碎片(隕石)墜落時所創生出來的巨大隕石坑，因為隕石的衝擊而產生的異常高溫使土壤融化，因此它的表面如同玻璃般的光滑所產生的對戰場地。
- 陀螺之森（ベイの森）

位于古马村附近的森林。裡面有很多古馬村的孩童會用戰鬥陀螺來製造對戰场地和娛樂場所，像是“妖怪树墩”与“陀螺渡河”等。
- 禁忌的戰鬥陀螺

是一個擁有太過強大的力量、讓持有者會走入毀滅的情況下而被封印起來的左迴旋戰鬥陀螺。48話被流星提過禁忌陀螺是從天上掉下來的星星碎片(隕石)，後來這個碎片落入許多的統治者的手上創造出以天龍座為原型的戰鬥陀螺。儘管禁忌陀螺的力量有時強到可以操控天气、劃開海洋和毀滅建築等，但是它卻擁有未知的闇黑力量繼而讓沉睡於瑪雅文明遺跡中的破壞神涅墨西斯復活、引發涅墨西斯的危機的序幕之一。
當時禁忌的陀螺會吸收人類心中的憤怒、忌妒、憎恨、悲傷、懊惱、悔恨、仇恨、痛苦、慾望、貪婪、厭惡、邪念、恐懼與黑暗等負面情感和力量，靠著提升與轉化的巨大力量來壓制古時期的戰亂時代，之後它落入許多人的手中不斷地流傳然後在漫長的時代中積蓄所有的力量下轉變成現今的雷霆天龍100HF。後來，古馬村的祖先們得知雷霆天龍的存在後，他們就用星星碎片打造出現代戰鬥陀螺的原型陀螺，藉以天馬座的原型創造出暴風天馬105RF跟雷霆天龍做為抗衡。最後寄宿著人類心中的希望、勇氣、正義、良善、熱心、快樂、光明等正面情感的暴風天馬好不容易打敗雷霆天龍，之後古馬村的祖先們所打造的陀螺才能得以普及並且將打造戰鬥陀螺的技術流傳至全世界各地，因此經過漫長的歲月打造出許多現今各式各樣的戰鬥陀螺。
不過禁忌陀螺雷霆天龍的力量有時會讓受到其所害的陀螺戰士的身心與精神受到嚴重傷害，甚至會被闇黑之力所感染下產生暴走到失控（因為感染者越是抵抗就很容易會被束縛至死路）。再加上，凡是想駕馭雷霆天龍的持有者或是發掘者也會受到影響而被利用與陷入蠱惑，造成人心受到迷惑的同時變得腐敗與黑化到會做出許多暴政的行為，直至會過度吸入闇黑的靈氣下而毀滅，還會被雷霆天龍給附身化為龍與惡魔的結合的形象(指的就是強制合體)，甚至本人與靈魂都會被摧毀下永遠都不得到安寧，所以現今從來沒有人能夠真正駕馭著雷霆天龍。
由於雷霆天龍是被人視為禁忌的戰鬥陀螺的原因所以被封印到古馬村(动画的设定中被封印在古馬村鋼山的山洞中)。後來它在14話因為被暗黑星雲給發掘出來因此被龍牙給取走，實際上發掘雷霆天龍的人是美國HD研究院的捷古拉特，原本捷古拉特要用雷霆天龍的力量來收集數據做為研發的對象，但因雷霆天龍的失控而被銀河打敗下只好以失敗收場，後來雷霆天龍在劇場版的外傳漫畫中跟希利奧斯的對戰期間進化成隕石天龍LW105LF(动画中第二季是冰魔在尋找龙牙時，雷霆天龙与岩浆融合時进化成隕石天龍)，然後再次因為新的星星碎片的力量進化成毀滅天龍 F:S。
- 陀螺戰士挑戰賽（Challenge Blader）（チャレンジブレーダー）

是动画中虚构的全国观众绝赞放映中的娛樂节目，要求参与這項节目的陀螺戰士挑战陀螺闯关的游戏。這個游戏關卡一共有十个，只要通過所有的關卡後就可以获得精美的獎品。
- 水上组合戰淘汰賽（タッグバトル）

19話出場中以由WBBA所举办的组合挑战的大會，會場的舞台設置為水上场地，會場以水上為舞台而取材的各種場地，比賽規則是要兩人同組，還必须要充分了解陀螺部件的功能并能够熟练地进行组合交替並擊敗對手的陀螺來獲勝。
- 陀螺戰士生存戰(Survive Battle)

由WBBA所主辦(實際上由闇黑星雲所舉辦的)，也是以一年一度的陀螺對戰大會，每年都有許多的陀螺戰士都來參加這場活動。參加人數共有一千人(包括銀河一行人和不小心加入此大會的小圓)。島上不只有對戰場地，還有設置醫療帳篷給受傷的人所使用。
此大会會場地點是無人居住的陀螺之島，參加者必須要搭飛機來到此島嶼時並且要用降落傘抵達各個降落點場地後，就要想盡辦法擊敗對手並且生存下來，只要打敗所有的對手的選手就是冠軍並且可以向WBBA實現自己想要的一個願望。
規則中不僅是只靠一人獲勝，也可以選擇跟別人同心協力或是躲開對手或是盡量不參戰來提升生存的機率，勝負的關鍵由飛行船來宣判，另外為了防止參加者作弊所以在島上安裝監視器，所以禁止用不正當手段來獲勝。而且島上各處有放置對戰用的道具，所以參加者必須要靠運氣才能找出來使用。
- 陀螺戰士全國大會（Battle Bladers）

由暗黑星云藉以WBBA的「協助」下所举办的战斗陀螺對戰也是開始創造出眾角色傳說的大型對戰大會，更是讓沉睡於瑪雅文明遺跡中的破壞神涅墨西斯復活、引發涅墨西斯的危機的序幕之一。
陀螺戰士全國大會是找出誰是世上最強no.1的陀螺戰士所舉辦的大會，凡是在陀螺戰士全國大會獲得冠軍、獲得no.1稱號的陀螺戰士的知名度和地位不只會提升，還會在全世界會變得出名與引人注目。但這場大會實際上是暗黑星云所举办的，他們舉辦此大會的目的是要召集所有最強的陀螺戰士跟龍牙進行陀螺對戰，讓雷霆天龍吸走對手的力量藉此掌控戰鬥陀螺界。
在動漫中參加的資格條件是以五萬分以上的陀螺積分點，漫畫版本中並沒有這些入選資格，而且入選人數大約超過一千名參加的陀螺戰士和十五名參加主戰的參與的陀螺戰士。對戰舞台是舉行陀螺戰士全國大會的體育館。動漫和漫畫版中此大會在錦標賽中舉行，而且戰鬥組合有所不同。
動漫版中有比賽規則是以一對一的比賽，十六位選手中只有八個人能通過第一回合比賽，第二回合比賽中八個人位選手中只有四個人能晉級半準決賽，半準決賽中只有兩個人晉級並且在總決賽上獲勝來選出冠軍。漫畫版中只有半準決賽將成為皇家爭奪戰，每場比賽有四名選手，每個區塊中排名前兩名的選手將晉級半決賽。
- 挑戰賽

動畫版中舉辦參與陀螺戰士全國大會的規則賽，要參加陀螺戰士全國大會必須要湊齊五萬分以上的陀螺積分點，入選者為十六個人而且報名時間的期限為三個月，由於不少人的積分點數無法達到此大會的規定，因此WBBA特地在挑戰賽的期間為積分不足的陀螺戰士在全國各地舉辦獲得基分點的比賽。每個獲得的陀螺積分點的高低都取決於會場比賽的高難度（其中在第30集-32話在天馬市舉行得到一萬個陀螺積分的大會比賽），無論是一次取得最高分或是慢慢累積都可以准許。而且，有些挑戰賽大會中如果有特殊原因而被迫中止的話將會在最後的期限內重新舉辦一次。
- 基亞蘭高地

在動漫中是第35集出場的挑戰賽場地之一，這場挑戰賽中共有一百人參加此挑戰賽，選手們必須及敗所有其他的選手直到最後一人才能獲勝。
- 紅蓮溪谷

在動畫中是第27集出場的挑戰賽場地之一，這場地分別在溪流與樹林間設立對戰場地舉行挑戰賽，參加者可以選擇其中一個對戰場地進行陀螺對戰。
- 極限战斗陀螺競技場

在動漫中是第28集出場位於在翡翠市中舉行的挑戰賽決賽的競技場。選手可以利用增加轉盤旋轉力的轉盤和防止陀螺從體育場掉到外出的特殊圍欄的競技場，是在陀螺戰士全國大會半準決賽中的對戰舞台上的競技場。

### 第二季
- 世界盃陀螺大賽（Big Bang Bladers、World Championships ）

由新任的WBBA所贊助與舉辦的戰鬥陀螺世界版的大型大會，也就是第一屆在世界各地進行陀螺對戰、也是首次的團體比賽的戰鬥大會。
此大會中共有全球五大洲的三十二個國家地區所參與，每個國家代表隊會被分為A和B組，參賽選手先以選拔賽挑選最強的三或四個陀螺戰士組成國家代表隊然後前往世界各地參加大賽，日本的國家隊選拔賽是國內預選賽，在時限內獲得高分的四位選手將晉級決賽，然後挑選代表隊的隊員。
動畫版中每個國家代表隊共有五位成員（三位常規成員、一位後補成員、一位技術支援者），但並不是每個國家都有技術支援者和候補成員（像是中國、非洲、歐洲聯盟、美國、巴西、俄羅斯、中東和印度代表隊等等），每個國家代表隊可以以舉辦大型大會的選拔賽（包括陀螺對戰）嚴格挑選出四位最強的陀螺戰士，不過只有三位實力優秀的陀螺戰士是常規成員，而其中一人則是後補成員。如果國家代表隊的隊員發生意外事故或是受傷時，可以在特殊情況下允許召集更多的後補成員(但一定要是個未參加過資格賽和主要選拔賽的陀螺戰士)，而且大會規定之中，凡是成年人或是別組國家代表隊的成員是無法加入候補，如果在比賽中若其中一方隊伍如果有違反規則將會被視為犯規而取消參賽資格。
漫畫版本中是以兩人對戰來獲勝；在排位賽日本國家隊的決勝局中，A和B兩個組別中有十萬名陀螺戰士進行爭奪戰，剩下的兩個獲勝者可以是日本國家隊。漫畫版本和動漫版本之間的戰鬥組合有所不同。
比賽規則是一對一的三場陀螺對戰比賽，（但偶爾會有進行雙打對戰、車輪戰和對戰三回合，如果其中一方對提出這個要求獲得准許就可以用此規則，在爆22話、31話、39話有顯示），其中一組只要贏得兩場比賽就能獲勝，有時會打成平手會延長比賽對戰，在第一輪和第二輪中輸掉的隊伍將會獲得復出賽的資格並且跟第三場比賽獲勝的隊伍進行復活賽，復活賽的獲勝者就可以再次在世界錦標賽中復活與進入決賽的隊伍進行比賽。兩組獲勝隊伍將會跟其他不同組進行決賽，只有通過決賽的兩組將會參加總決賽並且爭奪冠軍。
- 陀螺少林寺(The Beylin Temple )

位於中國的某座高山的寺廟，是世界盃陀螺大賽的中國國家代表隊王虎眾的練習場地與住所。其傳統的陀螺戰士的訓練機構場所具有四千年的歷史。
陀螺少林寺的修行是很嚴格而且裡面到處都有訓練陀螺戰士的機關和訓練場地，其中也有大型的陀螺對戰盤。所以只有克服和通過嚴格的訓練才會被稱為最強的陀螺戰士，但是也有不少人無法通過嚴格修行甚至破戒而被驅逐此地（4D8話被提及）。他們擅長於建立在防止外敵入侵的防禦招式上。4D11話至12話中，陀螺少林寺所使用專門守護和平而戰的陀螺武術，基本是以抵禦外敵保衛少林寺而防禦為戰。
王虎眾是由四位強大實力的陀螺戰士所組成的團隊。王虎眾的陀螺戰士使用的“銅牆鐵壁”是陀螺少林寺的終極奧義來捍衛此歷史免受外國敵人四千年的侵入（據說是防禦鐵牆的防禦之道）。
- 戰士祭典(The Festival of Warriors)

在爆16話中，由歐洲希臘處於世界盃陀螺大賽期間所舉辦的大型陀螺對戰祭典，地點是掌管司儀與智慧的戰爭女神雅典娜的雕像的神殿，唯獨獲勝的一方的選手可以獲得向女神神像禱乞求獲得勝利的資格，因此歐洲各國代表的陀螺戰士們齊聚一堂來進行陀螺對戰，不過除了歐洲聯盟的陀螺戰士以外的任何人都不能參與此慶典活動。直至銀河一行人來過這裡時打破此規矩參與祭典賽。
- 巨岩市

在爆18話中位於非洲南非中名叫沙巴那國的小城鎮，是京谷為了要擊敗銀河進行修練的場地之一，由於此地位於沙漠地帶加上經濟問提和失業率上升不斷，因此沙巴那國的總統達爾巴·馬奇夫決定參與世界盃陀螺大賽來改變國家來解決此問題。
- 風暴谷（暴風谷）

在爆21話中位於非洲的某座峽谷亦是達姆雷的家鄉。洪流在山谷開闊的地方迴旋，但由於全球暖化的影響促使沙塵暴變得強烈至形成超強的沙塵龍捲風，京谷利用這點來掌握龍捲風的方向進行特訓。
- 龍捲風競技場

在動漫中是爆31話在巴西的馬拉卡納體育場中出場。配備龍捲風的對戰盤中可使戰鬥陀螺超級加速。在一定時間段後發生旋轉的時間，對戰盤上的旋轉的機架的力以及機架本身的旋轉力共同產生更多倍的功率，即“龍捲風攻擊”啟用。龍捲風的攻擊是如此強大，以至於奪走建立的陀螺的持久力。在動漫版本中是世界盃陀螺大賽決賽比賽的第一輪比賽的階段，其名稱為龍捲風對戰盤。
- 超級廣場體育場

出現在漫畫版本中的體育場，四周是由新開發的超硬混凝土製成的高牆，是世界盃陀螺大賽決賽的第一場比賽的設置。
- 地下體育館 岩窟隊（Team Dungeon）

美國的城市紐約的戰鬥陀螺小型體育會館。在舉行世界盃陀螺大賽的三年前，剛到達美國的正宗在這裡結識斯奧和托比組成岩窟隊，4D 14話中則是成立新岩窟隊。
- 哈迪斯公司、哈迪斯城(Hades ink、Hades city)

位於美國虛構最大的戰鬥陀螺研究的研究院亦是管理美國代表隊破星者隊和闇黑星雲的神祕公司，位於在哈迪斯城。創立其公司的人是HD研究院的院長捷古拉特，漫畫版是舉世聞名的武器商人浮士德。
哈迪斯公司是以遠古國王哈迪斯為命名。表面上是致力於研究和開發出天然能源，整個城市是由其公司的設施所組成（裡面有保安機關和系統）。總部是位於中心的高樓大廈中，下方不只有研究陀螺的機關設施、實驗室和對戰盤等房間，最下方為研究螺旋核心的發射塔可以啟動能量使哈迪斯城轉換為飛行模式，在4D 38話中布魯圖是在暗中幕後操縱哈迪斯城並啟動其上升飛行的黑幕。
- HD學院(HD Academy)

美國虛構最大的陀螺研究的研究院兼公司兼負責培育美國代表破星者（碎星者）隊的學院，HD學院的與辦者是HD研究院的院長亦是美國代表隊破星者隊的技術支援者捷古拉特。
HD學院在爆43話顯示其本名為哈迪斯城，簡稱為（Hades in Hades，Inc.），從世界與全國各地栽培出有才能的陀螺戰士並使用最新設備進行培訓。但是HD學院的培訓內容都非常很嚴格，凡是實力無法達到要求的條件或是無法跟上進度的陀螺戰士就會被逐出。破星者隊的隊員吉歐、傑克和達美安都是克服此嚴格訓練成為最優秀的陀螺戰士。表面上是提供陀螺戰士訓練的設施，但在幕後是藉用科學的力量測試陀螺和應用非法改造的人體改造制度，栽培出破星者（碎星者）隊來參加世界盃獲得更多的數據來創造出最強的左右旋戰鬥陀螺毀滅時鐘145WD起動螺旋核心的力量。
HD學院在第一季中派遣大道寺去管理闇黑星雲並且「引導」龍牙發揮出雷霆天龍的力量藉此獲得其相關數據，但因為雷霆天龍失控的緣故時只好以失敗收場。第二季後期則是派遣破星者隊去參加世界盃陀螺大賽，靠著他們跟世界各地的對手進行陀螺對戰中蒐集數據，分別創造出毀滅時鐘145WD與螺旋核心藉此掌控戰鬥陀螺界，最後因為毀滅時鐘失控加上被銀河一行人給擊垮而解散。
- 改造系統（Modified System）

由HD研究院所開發出增強陀螺戰士的實力系統，也是能開發出能提升陀螺戰士和戰鬥陀螺的力量的改造設施。唯有戰鬥陀螺和陀螺戰士的功能達到同步標準才能夠提升實力。一般的陀螺戰士在加入HD學院之前都是未知的能力，所以他們需要一定程度的適當性才能夠適應並且在接受改造下才能發展迅速到足以代表美國國家代表隊。但是這種改造制度並不是每個陀螺戰士能夠適應，由於缺乏實踐和經驗以及增強自身能力的過程，所以有許多的陀螺戰士在接受實驗的前後都會無法承受改造的變化。凡是接受這種強化系統的陀螺戰士的性格會有所改變，促使有很多人無法承受住突如其來的變化，導至身心有嚴重傷害的後遺症無法再以陀螺戰士的身分生存，因此這種增強系統其實是個相當很危險與過度非法性的改造實驗。
- 螺旋核心(Spiral Force)

在4D 38話中，捷古拉特曾在某次發現瑪雅文明的遺跡中發現陀螺對戰盤作為取材而建立出基於系統的螺旋形核，決定用陀螺戰士的力量中提升力量來解決全球暖化與天然能量不足的問題（但後來演變成軍事武器），但要引發這股巨大的力量就必須要有最強核心力量的戰鬥陀螺來起動，因此捷古拉特決定成立HD學院來培養優秀的陀螺戰士，並且在世界盃中蒐集所有世界的戰鬥陀螺的數據來創造出最強的左右旋戰鬥陀螺毀滅時鐘145WD。
雖然螺旋核心的力量可以使哈迪斯城上升移動，但是它的力量卻擁有足以毀滅山脈、森林和湖泊的力量，如果發生核外洩事故可能將會造成地球會面臨崩毀的災害，銀河一行人在與HD學院的戰鬥中一度讓螺旋力量失控差點發生嚴重事故，後來在銀河天馬與隕石天龍的力量將螺旋核心的力量帶到太空中引爆，也讓全世界的人目睹這個巨大的爆炸的能量，4D02話中根據勇氣的說法螺旋核心的力量被稱為是傳遞給古馬村的「天空之光」也使星星碎片落入地球。4D 38話中螺旋核心會將星星碎片的力量傳遞給沉睡於瑪雅文明遺跡中的破壞神涅墨西斯。
- 螺旋核心事件

在爆45-51話在世界盃陀螺大賽由日本代表隊（鋼鐵銀河隊）獲得冠軍後所引發的事件，此事件的源頭是從美國代表隊（破星者隊）的技術支援也是安排破星者队参加世界盃陀螺大賽的捷古拉特博士打算研發出螺旋核心來處理全球暖化與能量不足的問題（後來演變成軍事武器），起初他收集禁忌陀螺雷霆魔龍的力量作為製造螺旋核心的研究，卻因為雷霆魔龍的力量失控而失敗後只好轉從科學角度進行研究，並且開發出增強陀螺戰士能力的改造系統，之後在世界盃陀螺大賽中收集戰鬥陀螺的收據開發出毀滅時鐘145WD來啟動螺旋核心。
在爆45話中捷古拉特博士讓巴西代表隊葛雷西家族加入陣容(包括歐洲聯盟代表隊（王者之劍隊）的隊長凱撒（因為在大賽期間使凱撒的家族集團面臨家道中落的情況)，打斷銀河一行人在美國WBBA總部會場舉行世界杯陀螺大賽慶祝派對活動，然後向大眾宣告擁有最強的左迴旋陀螺和最強的右迴旋陀螺毀滅時鐘來啟動螺旋核心的訊息藉此掌控戰鬥陀螺界，但在爆46-50話被銀河一行人和中國代表隊（王虎眾）、南非代表隊（狂野獠牙隊）和歐洲聯盟代表隊的成員（威爾斯、蘇菲和喬治）聯手阻止，加上螺旋核心面臨爐心熔毁時由銀河與龍牙的連手在太空中引爆而終。不過這個事件是成為讓沉睡於瑪雅文明遺跡中的破壞神涅墨西斯復活、引發涅墨西斯的危機的序幕之一。
- 海上要塞「雅典衛城」（Sea Fortress Acropolis）

僅在「劇場版 爆旋陀螺 鋼鐵戰魂 VS 太陽 灼熱的侵略者」出場的基地，位置於在海中。銀河一行人與希利奧斯的決戰場地在此地。
其要塞的外型類似一艘巨大型的潛水艇，裡面不只擁有稀有的動植物還有可以登上太空的穿梭機，希利奧斯和他的祖父霸基穆為了將亞特蘭提斯復活都在此城而開始建造此基地。

### 第三季
- 星星碎片(Star Fragment)

是從宇宙中降臨在地球上，創造出戰鬥陀螺暴風天馬和雷霆天龍的隕石。星星碎片跟人類歷史的演進有非常重大的關聯，無論是在人類的歷史或是在世界各地的古代遺跡中留下許多跟星星碎片有關的痕跡，同時擁有重大的地位。能夠將星星碎片的未知力量用在是否為善與惡，走向光明與黑暗的都取決於持有者的心。擁有星星碎片力量的陀螺會隨著持有者的熾熱靈魂中演變成戰鬥陀螺。而且每個得到星星碎片力量的持有者都有他們應有自己履行的使命。
星星碎片每隔數百年降臨在地球，4D 中在現今出現的星星碎片因為杜納米斯使用神殿的古代力量被打散成十片散佈到世界各地以便不落入邪惡勢力的手中。星星碎片的意識會飛散到任何地方是無法改變的。從幾千年前的星星碎片在以兩千六百萬年的周期到達地球的過程中與黑色太陽的接觸吸收負能量，則圍繞著星星碎片中誕生出的戰鬥陀螺中如此繁華，但是當時的古代統治者哈迪斯獲得擁有黑色太陽的能量的星星碎片，然後創造出摧毀世上所有一切的強大的戰鬥陀螺也就是黑色太陽 破壞神涅墨西斯。後來破壞神跟隨哈迪斯被傑吾士王（宙斯）和五個太陽系行星陀螺戰士借助蓋亞的力量給封印起來，之後星星碎片隨著哈迪斯被封印前所留下的毀滅預言中來到地球，星星碎片有時在亞特蘭提斯的文明中被稱為賢者之石奧里哈康，也有時被瑪雅文明稱為古代祕寶。
根據古馬村所流傳的預言中「當在天空閃耀的光芒照耀著大地的時候，隨著星星碎片的來臨，隱藏在巨大之力將會再次甦醒 」，每當星星碎片來到地球時裡面隱藏的力量將會讓持有者獲得未知的巨大力量。無論新的光芒是否將會變成黑暗深淵的新力量，關鍵就取決於持有者的身上，持有者是否善與惡都會給隱藏在星星碎片的神秘力量帶來巨大的變化。每當邪惡勢力利用星星碎片的力量作亂在世界上，而擁有正義與善良之心的人將會跟邪惡勢力展開激烈的戰鬥。
- 終極陀螺戰士大會

出現在漫畫版本中包括由WBBA所贊助的大會。確定世界上最強的陀螺戰士的比賽。只有WBBA量化所有陀螺戰士的過去的陀螺戰鬥結果的前六十四個陀螺戰鬥點才能參加，錦標賽的真正目的是找到可以阻止破壞神涅墨西斯的陀螺戰士。
- 陀螺積分戰鬥點

出現在漫畫版本中。WBBA為了量化所有陀螺戰士的表現，允許排名前六十四位的陀螺戰鬥點參加終極陀螺戰士大會比賽。一個陀螺戰鬥點會被認為是一個普通陀螺戰士的實力。
- 傳說中的陀螺戰士(Legendary Bladers)

是被賦予分散的星星碎片未知的強大力量的陀螺戰士。在現今被打散的星星碎片共有十個。其中被選中的九位捍衛地球而戰的傳說中的陀螺戰士分別為銀河、京谷、龍牙、克里斯、勇氣、阿古瑪、King、杜納米斯、堤堤。其中五位傳說中的具有太陽系行星陀螺的陀螺戰士是從其古代陀螺戰士的後裔中所選出的太陽系行星陀螺戰士，其餘的四位陀螺戰士則是屬於傑吾士王（宙斯）的預言所創立的四季星座陀螺戰士。而且擁有四季陀螺的陀螺戰士必須選擇是否拯救世界要看他們的決定，還必須背負著封印破壞神涅墨西斯的職責。剩下的一個碎片落入在拉格（黑太陽之子）的手上繼承哈迪斯的預言並且用破壞神涅墨西斯來毀滅現世。健太是在繼龍牙後繼承星星碎片的力量成為的新的四季陀螺戰士。
根據杜納米斯的說法星星碎片只會讓被選中的人來使用，而不是隨便打敗對方之後才能拿到更是不能隨便交給任何人。起初星星碎片是以天意的定數決定寄宿在任何一位陀螺戰士的戰鬥陀螺之中不會隨便轉讓給別人，直到健太從龍牙的手上接下星星碎片才打破此規定。在漫畫中大多數的陀螺戰士都不知道傳說中的陀螺戰士的實力，因為傳說中的陀螺戰士因為實力太強的緣故所以被WBBA禁止參加任何的官方比賽。漫畫中傳說中的陀螺戰士分別是阿古瑪、King、杜納米斯、堤堤以及克里斯。
- 百家陀螺少林拳(The Beylin Fist)

造成陀螺少林寺四千年歷史中的污點的武鬥派組織。在4D 08話畫中出場。
在陀螺少林寺兩千年前歷史中武鬥派成立百家陀螺少林拳向本宗家派發動叛變來爭奪政權。導致雙方的戰鬥演變成世人說著“春秋時期（春秋戰國）陀螺時代”的百年戰爭。後來，百家陀螺少林拳在經過激烈的戰鬥中落敗被放逐和流放到中國大陸的任何角落度過艱辛與困苦的歲月。根據大翔與赤雲的說法百家陀螺少林拳最初與陀螺少林寺屬於同門派，直至叛變後就演變成專門進行攻擊陀螺為主的戰鬥被列為邪道門派，由於他們很堅決反對陀螺少林寺為和平而戰的理念，還集結出許多做出無法無天之行徑的成員。
百家陀螺少林拳的陀螺武術法擁有專門擊敗敵人的力量基本是以攻擊來打敗對手為主，也可以將防禦奧義轉變為攻擊招式，4D 10話中阿古瑪與巴奧是創立出百家陀螺少林拳的陀螺戰士之後裔。4D 13話中其幫派因聽信約翰尼斯的提案協助讓破壞神涅墨西斯復活，藉此換取完成復甦百家陀螺少林拳的夙願做為合作關係的條件，在39話中破壞神涅墨西斯尚未真正復活的前後被利用，直到42話最終回歸為正幫助銀河一行人對抗破壞神涅墨西斯。
- 登龍門大會(The Greatest Tag-Team Tournament)

在4D 09-13话中由中國所舉辦的以爭奪中國最強陀螺戰士的稱號舉辦的戰鬥陀螺對戰大會。此大會規定以雙人賽為主，規則是當其中有一方選手的搭擋的陀螺如果停止運轉或是兩個選手的陀螺都被打敗的话就算出局，不過當兩方選手中當他們的搭擋的陀螺如果同時被打敗，那麼剩下的兩方選手要展開對決賽直到擊敗對手為止，而第一回合比賽將在大黃河競技場選出晉級的八組隊伍，晉級的八組隊伍會在第二回合中的黃土高原上泥沙所製的競技場進行對戰，而獲勝四組隊伍將在天空山頂競技場舉行半準決賽，最後一輪剩下的兩組隊伍將在仙源寺武鬥場的赤壁八陣圖競技場舉行最終決賽，赤壁八陣圖競技場會升起豎立起來的紅色赤壁組合成迷宮般的八陣圖，雖然可以讓陀螺以高速穿越牆壁到對戰盤中央進行對戰、打穿牆壁、利用牆壁的瓦礫做為武器來攻擊對手的陀螺，但攻略的關鍵就在於兩方參賽者在赤壁中如何利用戰略來進攻與防禦，掌握著陀螺對戰的勝負來取勝。
登龍門大會最終決賽的會場是仙源寺武鬥場，仙源寺武鬥場是被稱為所有中國戰鬥陀螺武術拳派的發源地，而陀螺少林寺、陀螺極拳和白鶴拳的陀螺拳等拳派都是從仙源寺武鬥場所建立起來的，由於被眾人視為建立陀螺拳派的神聖的寺廟，因此全中國的陀螺戰士都非常很渴望想在此武鬥場進行陀螺對戰（就連王虎眾也不例外）。
- 蘇菲亞360大會(Sphere 360、Destroyer Dome)

在4D 15-17话中為了紀念美國NASA和俄羅斯航天局在美國聯合開發的特殊競技場所舉辦的比賽。十位陀螺戰士將會在皇家大混戰分為A組和B組，對戰終只有三位陀螺戰士將會晉級決賽。兩組的三位陀螺戰士將會在此進行最終皇家大混戰，直到一位陀螺戰士將所有對手的陀螺擊敗就能獲勝，不過如果當中賽場上有兩位選手時會進行對戰直到其中一方獲勝為止。
蘇菲亞360的巨大球形對戰盤可以在任何地方以360度進行攻擊，並且旋轉體育場的離心力被添加到機架主體的旋轉中藉以增加攻擊力，此外這個競技場內的出入口在比賽開始時不會打開門，唯獨比賽結束才能開啟。
- 神之劍沉眠中的神殿

4D 14話中銀河一行人為了找到第六位傳說中的陀螺戰士來到歐洲希臘與王者之劍隊會合尋找關於「神之劍」陀螺的情報時，發現神殿已經遭到毀壞並且被封印的陀螺以被拿走的地點。
根據王者之劍隊的說法這個「神之劍」陀螺（也就是火星阿雷斯D:D）相當好戰，一但開始旋轉便不會輕易停止，因為它要將所有阻礙它的陀螺與其主人擊敗。而且它的實力跟爆裂天馬完全不分上下。
- 霧之山神殿(The temple of Maze of Mist Mountain)

4D 18-22、26、52話中是位於非洲唯一一座全年出現濃霧的神秘山脈（看似類似通往異世界，就連全球定位系統都無法顯示其位置）。霧之山擁有曾經繁榮的陀螺文明遺跡，由於有用來防止入侵者給侵略的迷宮與機關和陷阱加上多年的濃霧所籠罩的影響，所以霧之山也被稱為“不歸山”。沒有跟霧之山相關的地圖是無法進入此山脈慎處的森林和迷宮，只要順利通過迷宮就得進入通往神殿的隧道，隧道的深處裡面也有許多的機關，通過機關就會有個對戰盤在裡面是用來開啟通往神殿的通道之門，唯一能夠打開門口的方法就是用寄宿星星碎片力量的陀螺對戰時產生星星碎片的能量共鳴，只有這麼做才能讓門自動打開，一旦對戰結束後門口就會關閉。
霧之山山脈的頂部有座巨石陣，形成古老的天文台而石柱上的少許孔洞形成星座的天鵝座來打開神殿大門的暗號開關，21話中被提及這座神殿是與哈迪斯有血緣關係的傑吾士王（宙斯）所建造的。祂在歷經與破壞神涅墨西斯的戰爭後為了讓世人永遠都要知道破壞神涅墨西斯的復活傳說和哈迪斯的預言，因此將這座神殿贈給其中一個太陽系兼傳說中的陀螺戰士與其後裔，而且下令每個歷代後裔成為神殿的守護者發誓對祂效忠履行義務與封印破壞神涅墨西斯的使命，而神殿的守護者的末裔就是杜納米斯，4D18-22話中銀河一行人（包括追隨在後的約翰尼斯眾）為了找他協助阻止破壞神復甦於現世而造訪此神殿，4D 26話中布魯圖用黑魔法來瞬間移動藉此抵達神殿的內部。
- 陀螺戰士星島(Beyster Island Championships、 Beyster Island)

4D 23-26話中，由WBBA所舉辦陀螺戰士星島大會的島嶼，是智利中的摩艾石像文明的發源地，據說這座島是由古代的原住民所建造以巨大的摩艾石像而聞名的。WBBA將在這島嶼上舉辦陀螺戰士星島大會比賽（類似像馬拉松比賽）。大會比賽的終點是山頂，當陀螺戰士到達在某些檢查點對戰盤時碰到對手時就會開始對戰，不過只有獲勝者才能繼續前進。最後由最早到達山頂的兩個陀螺戰士在山頂的陀螺對戰盤進行決賽。優勝者將會獲得是金色的巨大摩艾石像雕像。
- 貝班巴谷之溪谷

4D 27—30話中位於祕魯馬丘比丘遺跡卻鄰近的某個村莊的溪谷，京谷離開銀河一行人不斷修行來到此村（恰巧遊也在這裡修行），根據村民們的說法中遺蹟有個會嚇人還竊取食物的神秘怪物向京矢和遊請求協助。但實際上遺蹟的怪物是堤堤所假扮的，因為堤堤的個性太過怕生完全不敢在眾人面前露出真實身分所以戴著面具的緣故嚇壞村莊的人民，會竊取食物是因為太過於飢餓。由於堤堤總是孤單一人直到遊出面願意進行對戰讓他感到很開心。
- 太陽系行星陀螺戰士(The Solar System Blader)

幾千年前，太陽系行星傳說中的陀螺戰士以太陽系行星的力量的陀螺，並以蓋亞的力量成攻擊敗破壞神涅墨西斯將其給封印起來。勇氣、阿古瑪、King、杜納米斯和堤堤是他們的後裔。太陽系行星陀螺戰士的使命是當破壞神涅墨西斯暴走時必須聯手封住與制止破壞神涅墨西斯的行動，而且還要守護著封印破壞神涅墨西斯的四季的陀螺戰士。
- 四季陀螺戰士(The Four Season Bladers)

當破壞神涅墨西斯復活的威脅迫在眉睫時，在當今時代已被賦予地球（蓋亞）力量的四季陀螺戰士（銀河、京谷、龍牙、基斯和健太）會使用四季的陀螺封印破壞神涅墨西斯。據說四季的陀螺戰士必須在這個時代並選擇他們的未來。選擇是否拯救世界要看他們的決定，當四季的陀螺戰士想法共同一致並選擇拯救世界的道路時就可以啟動並創造出封印破壞神涅墨西斯的魔法陣“傑吾士王（宙斯）的結界”。
- 黑色太陽 破壞神涅墨西斯 復活的傳說(The Black sun Diablo Nemesis  The Legend of Nemesis' Revival)

從本季中擁有強大的闇黑力量，可以將世界陷入黑暗深淵中最強大的戰鬥陀螺。
涅墨西斯是從遠古時代從黑色太陽中附加闇黑力量降臨於地球的某顆星星碎片，剛開始落入在當時陀螺古代文明盛行的時代的統治者哈迪斯的手上，當哈迪斯被闇黑力量給蠱惑之際變得黑化甚至創造出破壞神涅墨西斯的同時實施暴政，藉此創造出以自己為中心的烏托邦，不過涅墨西斯的力量超過哈迪斯的預期中太過強大，最後暴走與發狂下成為毀滅一切的破壞神，後來涅墨西斯被舉起反抗的領袖傑吾士王（宙斯）與五位太陽系行星傳說中的陀螺戰士以蓋亞的力量與哈迪斯被封印在地底深處，由於哈迪斯被封印前留下自己即將會復活後然後開始真正地毀滅一切的預言，促使涅墨西斯僥倖逃過被毀滅的命運，每當善與惡、正與邪的雙方產生激烈的戰鬥時，涅墨西斯會吸取邪惡力量的同時會接收跟邪惡對抗的善方所產生的激烈力量，然後在暗中為自己做好復活的準備，要讓涅墨西斯復活的話必須要再次收集所有的星星碎片並且吸收其裡面的力量。
涅墨西斯在當今時代就沉眠於墨西哥東南部的一個古老瑪雅文明的遺跡讓哈迪斯的後裔布魯圖發現自己的存在。吸取傳說中的陀螺戰士的星星碎片的力量（包括他們之前與世界各地對手進行對戰的力量）徹底喚醒進化為破壞之神涅墨西斯。38話-39話中完全復活後落在拉格（黑太陽之子）的手上徹底毀掉遺蹟，41話中將現世完全面臨被毀滅狀態的同時將哈迪斯從古代時期中將被沉沒一部分的領土太平洋中的海底中解放出來（也就是失去的王國）。最後在49話中雖然被銀河一行人打敗而被封印在地底，卻因融合冥王的碎片掉入並刺穿結界，跟布魯圖與拉格意志產生並展現出真實形態攻擊銀河一行人。最後再次被銀河借用全世界各地的陀螺戰士的力量打敗與消滅下墜落在無盡地獄的深淵之中。
破壞神涅墨西斯擁有引發涅墨西斯的危機的力量跟遊戲王－怪獸之決鬥中的黑暗大邪神 佐克·內洛法一樣將全世界給破壞殆盡、陷入被毀滅的危機。
- 傑吾士王（宙斯）的結界(Zeus' Barrier)

4D 38話出場，而且是由傑吾士王（宙斯）所命名的魔法陣的結界專門用來封印黑色太陽破壞神涅墨西斯，這個結界跟遊戲王－怪獸之決鬥中的可以封印靈魂的禁忌之卡“奧雷卡爾克斯之神的結界”完全不同。
在數千年的戰爭中，傑吾士王（宙斯）在結束與與哈迪斯和破壞神涅墨西斯的戰爭後。祂為了阻止哈迪斯的復活預言於是把蓋亞的力量分成四片交託給未來的四季的陀螺戰士（形成了四季的陀螺戰士）；結界的形狀跟指南針很像，但圍繞著四個側面都有象徵四季的戰鬥陀螺的紋章圖案，同時會有帶有各種古代符號和類似於帶有箭頭的扭曲節奏的時鐘。在結界內部是類似巨大羅盤的設計，裡面有個裝在矩形中的較小型羅盤用來封印破壞神涅墨西斯。想要啟動結界必須要四季的陀螺戰士團結一致才能啟動，但是如果四季的陀螺戰士未能湊齊或是其中一位四季的陀螺戰士的想法跟其他的四季的陀螺戰士的想法不同是無法起動其結界。
在4D 38話中銀河等人雖然剛開始用過此結界來封住原版的破壞神涅墨西斯並阻止此復活，但是龍牙因受大道寺的挑釁沒有跟銀河一行人合作導致原版的涅墨西斯進化成破壞神涅墨西斯。直至在4D 48話至49話中銀河一行人跟繼承龍牙的意志的健太再度使用結界好不容易封印破壞神涅墨西斯，但是由於融合冥王的碎片掉入並且破壞結界促使破壞神涅墨西斯展現出的真實模樣，讓銀河一行人費盡惡戰到最後在4D 52話成功消滅破壞神涅墨西斯。
- 瑪雅文明的古代遺跡

4D 01話中出現於墨西哥東南部的某個古代瑪雅文明的遺蹟，裡面有許多跟瑪雅文明有關的雕刻圖案與文字，破壞神涅墨西斯一直都在沉眠於此，等到哈迪斯的後裔布魯圖發現破壞神涅墨西斯的所在處後就將此遺跡當作藏身處。4D 33話-38話中此遺跡有許多的對戰盤用來吸取傳說中的陀螺戰士的星星碎片力量，在最深處的古老對戰盤（14-22.29-33.38-39）是用來舉行通過收集星星碎片的力量恢復成原版樣貌的破壞神涅墨西斯的復活儀式，涅墨西斯吸收傳說中的陀螺戰士的星星碎片力量的期間也會吸收傳說中的陀螺戰士之間的戰鬥中產生的能量（包括他們之前與世界各地對手對戰時產生的能量）才會徹底喚醒為復活進化為破壞神。39話中其神殿在破壞神涅墨西斯完全真正復活並且用必殺技「天崩地裂」化為灰燼而毀滅。
- 失去的王國(The Lost Kingdom )

4D 41話-52話中位於在太平洋海底附近出現殘留著古代遺跡的島嶼，此古代建築的裡面有對戰盤的神殿，在數千年前這座島嶼原本是哈迪斯所統治的一部分領土，當時哈迪斯曾創造出黑色太陽破壞神涅墨西斯時為了讓破壞神在現世復活後建造出他理想的新國度，因此這座島嶼因此沉沒於海中長達幾千年前，直至先今當瑪雅文明的古代遺蹟被摧毀後轉變成銀河一行人與所有傳說中的陀螺戰士與破壞神涅墨西斯的最終決戰之地，在4D 49話中在銀河一行人成功封印破壞神涅墨西斯后，其神殿因此崩塌而毀滅只留下一座空曠的地面。
- 龍之城

出現在漫畫版中的某座城鎮遺蹟。在古時候曾有許多王室都在居住此地。而龍牙和龍斗是許多王室中為倖存不多的後裔之一，龍斗為了收集與沈睡於世界各地的龍皇一族有關的祕寶與寶物才會造訪次地。
- 陀螺戰士的發源地（陀螺戰士遺蹟）

出現在漫畫版中決戰破壞神涅墨西斯的地方。堤堤將銀河與正宗帶到這裡，銀河與正宗在堤堤面前向神廟挑戰試煉，讓銀河在試煉中獲得與破壞神涅墨西斯決定性勝負的必殺技“銀河新星”。
- 爆破系統

出現在漫畫版特別版《靈魂爆發》中由WBBA在歷經涅墨西斯危機後所研發出來的系統，目的就是不讓戰鬥陀螺陷入失控和暴走狀態，根據流星的說法是4D陀螺的版本。

## 漫畫
- 单行本

每本定價410（含稅）日圓。爆旋陀螺單行本基本資料
| 卷数 | 发售日期 （台灣發售日期） | 收录话数       | 各话标题                                                                                    | 台灣標題 | 封面人物                                 |
| ---- | ------------------------- | -------------- | ------------------------------------------------------------------------------------------- | --- | ---------------------------------------- |
|      | 2009-03-27 （2010-05-20） | 第0话～第4话   |                                                                                             | 第1話 從天而降的天馬！ 第2話 獅子的怒吼！ 第3話 禁斷的陀螺•白銀天龍！！ 第4話 激戰！銀河 VS 龍牙！！ 第0話 戰鬥陀螺•鋼鐵奇兵超預告                                                | 钢银河                                   |
|      | 2009-06-26 （2010-11-04） | 第5话～第9话   |                                                                                             | 第5話 振作起來，銀河！ 第6話 醒來吧！天馬！ 第7話 天馬復活！ 第8話 戰鬥陀螺風雲會開幕！ 第9話 正式開戰！                                                                          | 龙牙、钢银河                             |
|      | 2009-11-27 （2011-01-25） | 第10话～第14话 |                                                                                             | 第10話 龍皇超進化！！ 第11話 恐怖的雷霆天龍！！ 第12話 變換自如的復仇雙魚！！ 第13話 合體轉技.全滅雙擊！！ 第14話 激戰分曉！                                                      | 钢银河、盾神京矢 天童遊、大鳥翼          |
|      | 2010-03-26 （2011-03-25） | 第15话～第19话 |                                                                                             | 第15話 極限天龍覺醒！！ 第16話 究極必殺轉技 銀河新星！！ 第17話 準決賽揭曉！！ 第18話 最終決戰！銀河ＶＳ龍牙！！ 第19話 狂暴龍皇！！ 曉宇宙外傳 爆誕！電流天馬                    | 钢银河、龍牙                             |
|      | 2010-06-28 （2011-05-25） | 第20话～第23话 |                                                                                             | 第20話 站起來啊！銀河！！ 第21話 新的強敵登陸日本！！ 第22話 戰鬥陀螺爆轉大會開幕！ 第23話 銀河ＶＳ暗黑軍團！！ 另一場激戰                                                        | 鋼銀河、角谷正宗                         |
|      | 2010-09-28 （2011-09-25） | 第24话～第26话 |                                                                                             | 第24話 必殺轉技完全無效！！ 第25話 黑色絕望‧重裝黑騎士！！ 第26話 歐盟對戰，勝負揭曉！ 特別收錄 戰鬥陀螺ＶＳ太陽 灼熱的侵略者灼熱太陽                                             | 鋼銀河、角谷正宗                         |
|      | 2010-12-24 （2012-04-25） | 第27话～第30话 |                                                                                             | 第27話 極限天龍復活！！ 第28話 龍牙參戰！！ 第29話 來自地獄的陀螺‧地獄三頭犬！！ 第30話 非贏不可！世界大賽冠軍戰！！ 特別收錄 激戰！龍牙ＶＳ赫里歐斯                              | 鋼銀河、龍牙                             |
|      | 2011-04-27 （2012-06-25） | 第31话～第34话 | [第33話 ビッグバンブレーダーズ 最終決着！！}{lang] 错误：{{Lang}}：无效参数：\|3=（帮助） { | 第31話 達米安超啟動！！ 第32話 心之陀螺‧爆裂天馬！！ 第33話 戰鬥陀螺爆轉大會─最終決戰！！ 特別收錄 激戰！銀河天馬ＶＳ神靈異獸 第34話 地球決定戰開幕！                             | 鋼銀河                                   |
|      | 2011-08-31 （2012-08-25） | 第35话～第38话 |                                                                                             | 第35話 爆風對決！！ 第36話 擊敗破壞之龍！！ 第37話 激鬥！傳奇陀螺戰士！！ 第38話 天才陀螺戰士‧ＫＩＮＧ參戰！！ 特別收錄 大亂戰！茅邊島戰鬥陀螺環島賽跑！！                        | 鋼銀河、盾神京谷、龍牙、阿古瑪、ＫＩＮＧ |
|      | 2011-12-27 （2012-10-25） | 第39话～第42话 |                                                                                             | 第39話 粉碎ＫＩＮＧ的不敗神話！！ 第40話 幻影陀螺‧幽靈獵戶！！ 第41話 颳起暴風吧！爆裂天馬！！ 第42話 降臨！破壞神‧涅墨西斯！！ 特別收錄 大亂鬥！歷代陀螺戰士頂上最強決定戰！！   | 鋼銀河、羅喉                             |
|      | 2012-03-28 （2012-12-25） | 第43话～最終話 |                                                                                             | 特別收錄1 奇蹟拍檔 銀河與龍牙！！ 特別收錄2 尋寶獵人龍斗外傳 第43話 最終決戰轉技 宇宙新星 第44話 最終決戰 銀河ＶＳ羅喉！！ 第45話 一決勝負！！ 宇宙新星 最終話 銀河，永遠不滅！！ | 鋼銀河、全角色                           |

| 冊數 | 回數 | 日文原文標題 | 臺灣翻譯標題                    | 香港翻譯標題 | 日本ISBN      | 台灣ISBN      | 香港ISBN      |
| ---- | ---- | ------------ | ------------------------------- | ------------ | ------------- | ------------- | ------------- |
| 1    | 1    |              | 從天而降的天馬！                | -            | 9784091407573 | 9789862563045 | 9789882109292 |
| 1    | 2    |              | 獅子的怒吼！                    | -            | 9784091407573 | 9789862563045 | 9789882109292 |
| 1    | 3    |              | 禁斷的陀螺 白銀天龍！！         | -            | 9784091407573 | 9789862563045 | 9789882109292 |
| 1    | 4    |              | 激戰！銀河 VS 龍牙！！          | -            | 9784091407573 | 9789862563045 | 9789882109292 |
| 2    | 5    |              | 振作起來，銀河！                | -            | 9784091408204 | 9789862564912 | 9789888068074 |
| 2    | 6    |              | 醒來吧！天馬！                  | -            | 9784091408204 | 9789862564912 | 9789888068074 |
| 2    | 7    |              | 天馬復活！                      | -            | 9784091408204 | 9789862564912 | 9789888068074 |
| 2    | 8    |              | 戰鬥陀螺風雲會開幕！            | -            | 9784091408204 | 9789862564912 | 9789888068074 |
| 2    | 9    |              | 正式開戰！                      | -            | 9784091408204 | 9789862564912 | 9789888068074 |
| 3    | 10   |              | 龍皇超進化！！                  | -            | 9784091408570 | 9789862565971 | 9789888068951 |
| 3    | 11   |              | 恐怖的雷霆天龍！！              | -            | 9784091408570 | 9789862565971 | 9789888068951 |
| 3    | 12   |              | 變換自如的復仇雙魚！！          | -            | 9784091408570 | 9789862565971 | 9789888068951 |
| 3    | 13   |              | 合體轉技.全滅雙擊！！           | -            | 9784091408570 | 9789862565971 | 9789888068951 |
| 3    | 14   |              | 激戰分曉！                      | -            | 9784091408570 | 9789862565971 | 9789888068951 |
| 4    | 15   |              | 極限天龍覺醒！！                | -            | 9784091410351 | 9789862566831 | 9789888069323 |
| 4    | 16   |              | 究極必殺轉技 銀河新星！！       | -            | 9784091410351 | 9789862566831 | 9789888069323 |
| 4    | 17   |              | 準決賽揭曉！！                  | -            | 9784091410351 | 9789862566831 | 9789888069323 |
| 4    | 18   |              | 最終決戰！銀河ＶＳ龍牙！！      | -            | 9784091410351 | 9789862566831 | 9789888069323 |
| 4    | 19   |              | 狂暴龍皇！！                    | -            | 9784091410351 | 9789862566831 | 9789888069323 |
| 5    | 20   |              | 站起來啊！銀河！！              | -            | 9784091410665 | 9789862567784 | 9789888069484 |
| 5    | 21   |              | 新的強敵登陸日本！！            | -            | 9784091410665 | 9789862567784 | 9789888069484 |
| 5    | 22   |              | 戰鬥陀螺爆轉大會開幕！          | -            | 9784091410665 | 9789862567784 | 9789888069484 |
| 5    | 23   |              | 銀河ＶＳ暗黑軍團！！ 另一場激戰 | -            | 9784091410665 | 9789862567784 | 9789888069484 |
| 6    | 24   |              | 必殺轉技完全無效！！            | -            | 9784091411259 | 9789862568644 | 9789888070053 |
| 6    | 25   |              | 黑色絕望‧重裝黑騎士！！         | -            | 9784091411259 | 9789862568644 | 9789888070053 |
| 6    | 26   |              | 歐盟對戰，勝負揭曉！            | -            | 9784091411259 | 9789862568644 | 9789888070053 |
| 7    | 27   |              | 極限天龍復活！！                | -            | 9784091411938 | 9789863101277 | 9789888070893 |
| 7    | 28   |              | 龍牙參戰！！                    | -            | 9784091411938 | 9789863101277 | 9789888070893 |
| 7    | 29   |              | 來自地獄的陀螺‧地獄三頭犬！！   | -            | 9784091411938 | 9789863101277 | 9789888070893 |
| 7    | 30   |              | 非贏不可！世界大賽冠軍戰！！    | -            | 9784091411938 | 9789863101277 | 9789888070893 |
| 8    | 31   |              | 達米安超啟動！！                | -            | 9784091412379 | 9789863102021 | 9789888152247 |
| 8    | 32   |              | 心之陀螺‧爆裂天馬！！           | -            | 9784091412379 | 9789863102021 | 9789888152247 |
| 8    | 33   |              | 戰鬥陀螺爆轉大會─最終決戰！！   | -            | 9784091412379 | 9789863102021 | 9789888152247 |
| 8    | 34   |              | 地球決定戰開幕！                | -            | 9784091412379 | 9789863102021 | 9789888152247 |
| 9    | 35   |              | 爆風對決！！                    | -            | 9784091412997 | 9789863103004 | -             |
| 9    | 36   |              | 擊敗破壞之龍！！                | -            | 9784091412997 | 9789863103004 | -             |
| 9    | 37   |              | 激鬥！傳奇陀螺戰士！！          | -            | 9784091412997 | 9789863103004 | -             |
| 9    | 38   |              | 天才陀螺戰士‧ＫＩＮＧ參戰！！   | -            | 9784091412997 | 9789863103004 | -             |
| 10   | 39   |              | 粉碎ＫＩＮＧ的不敗神話！！      | -            | 9784091413802 | 9789863103646 | -             |
| 10   | 40   |              | 幻影陀螺‧幽靈獵戶！！           | -            | 9784091413802 | 9789863103646 | -             |
| 10   | 41   |              | 颳起暴風吧！爆裂天馬！！        | -            | 9784091413802 | 9789863103646 | -             |
| 10   | 42   |              | 降臨！破壞神‧涅墨西斯！！       | -            | 9784091413802 | 9789863103646 | -             |
| 11   | 43   |              | 最終決戰轉技 宇宙新星           | -            | 9784091414335 | 9789863104469 | -             |
| 11   | 44   |              | 最終決戰 銀河ＶＳ羅喉！！       | -            | 9784091414335 | 9789863104469 | -             |
| 11   | 45   |              | 一決勝負！！ 宇宙新星           | -            | 9784091414335 | 9789863104469 | -             |
| 11   | 46   |              | 銀河，永遠不滅！！              | -            | 9784091414335 | 9789863104469 | -             |

- 增刊号


2009年5月21日发售，定价780日圆。

2010年3月20日預定發售，定價730日圓。
- 其它書籍


2010年1月27日，定價750日圓。

## 相關商品

### 戰鬥陀螺玩具

#### 戰鬥陀螺基本資料
| 編號   | 名稱                                                         | 香港名稱（港幣）                              | 臺灣名稱                              |
| BB-01  | Starter Pegasis 105F                                         | 流星天馬 105F（$99.9）                        | 流星天馬 105F（$99.9）                |
| BB-02  | Starter Bull 125SF                                           | 鋼鐵野牛 125SF（$99.9）                       | 鋼鐵野牛 125SF（$99.9）               |
| BB-03  | Starter Sagittario 145S                                      | 終極射手 145S（$59.9）                        | 終極射手 145S（$59.9）                |
| BB-04  | Starter Leone 145D                                           | 王者雄獅 145D（$59.9）                        | 王者雄獅 145D（$59.9）                |
| BB-05  | Booster Pegasis 145D                                         | 冰雪天馬 145D（$39.9）                        | 冰雪天馬 145D（$39.9）                |
| BB-06  | Booster Bull 145S                                            | 烈焰野牛 145S（$39.9）                        | 烈焰野牛 145S（$39.9）                |
| BB-07  | Booster Sagittario 125SF                                     | 天使射手 125SF（$39.9）                       | 天使射手 125SF（$39.9）               |
| BB-08  | Booster Leone 105F                                           | 狂戰雄獅 105F（$39.9）                        | 狂戰雄獅 105F（$39.9）                |
| BB-09  | Pegasis DX Set                                               | 流星天馬DX套裝（$179.9）                      | 神雷天馬戰鬥組                        |
| BB-10  | BeyStadium Attack Type                                       | 攻擊型陀螺盤（$79.9）                         | 攻擊型戰場                            |
| BB-11  | Wolf D125B                                                   | 利爪戰狼 D125B（$59.9）                       | 利爪戰狼 D125B（$59.9）               |
| BB-12  | Wolf 105F                                                    | 銀牙戰狼 105F（$39.9）                        | 銀牙戰狼 105F（$39.9）                |
| BB-13  | Random Booster Vol.1 Secret Aries                            | 別注版1-鐵角白羊 125D（$39.9）                | 牡羊座命運組                          |
| BB-14  | BeyStadium Balance Type                                      | 平衡型陀螺盤 （$79.9）                        | 平衡型戰場                            |
| BB-15  | Launcher Grip                                                | 爆旋陀螺手柄 （$34.9）                        | 發射器手把                            |
| BB-16  | BeyPointer                                                   | 爆旋陀螺積分記錄器 （$69.9）                  | 積分記錄器                            |
| BB-17  | BeyLauncher                                                  | 旋風發射器（$44.9）                           | 旋風發射器（$44.9）                   |
| BB-18  | Booster Libra DF145BS                                        | 正義天秤 DF145BS（$39.9）                     | 正義天平 DF145BS                      |
| BB-19  | BeyStadium Stamina Type                                      | 持久型陀螺盤（$79.9）                         | 耐力型戰場                            |
| BB-20  | BeyBattle Pegasis vs Wolf Set                                | 天馬戰狼對戰套裝 （$299.9）                   | 天馬戰狼決鬥組                        |
| BB-21  | Bey Reshuffle Set Attack & Balance Type                      | 攻擊,平衡改裝組合（$179.9）                   | 攻擊平衡改造組                        |
| BB-22  | Bey Reshuffle Set Stamina & Defense Type                     | 持久,防禦改裝組合（$179.9）                   | 耐力防禦改造組                        |
| BB-23  | L Drago 105F                                                 | 強戰天龍105F（$89.9）                         | 白銀天龍 105F                         |
| BB-24  | Booster Escolpio WD145B                                      | 地獄天蠍 WD145B（$39.9）                      | 地獄天蠍 WD145B（$39.9）              |
| BB-25  | Random Booster Vol.2 Legend Pisces                           | 別注版2-鱗光雙魚D125BS（$39.9）               | 雙魚座命運組                          |
| BB-26  | Gemios DF145FS                                               | 暴走雙子 DF145FS（$39.9）                     | 命運雙子 DF145FS                      |
| BB-27  | Capricorne 100HF                                             | 飛躍山羊 100HF（$39.9）                       | 闇黑摩羯 100HF                        |
| BB-28  | Storm Pegasis 105RF                                          | 烈風天馬 105RF（$89.9）                       | 暴風天馬 105RF                        |
| BB-29  | Dark Wolf DF145FS                                            | 暗黑戰狼 DF145FS（$64.9）                     | 闇黑戰狼 DF145FS                      |
| BB-30  | Rock Leone 145WB                                             | 岩巖獅王 145WB（$44.9）                       | 巨岩雄獅 145WB                        |
| BB-31  | Random Booster Light Vol.1 Mad Cancer CH120SF                | 狂暴巨蟹CH120SF 別注顏色系列（$29.9）         | 初級強化組 Vol.1                      |
| BB-32  | BeyBattle Storm Pegasis vs Dark Wolf Set                     | 天馬戰狼對戰套裝（$249.9）                    | 新•天馬戰狼死鬥組                     |
| BB-33  | BeyStadium Wide Square Type                                  | 廣闊持久型陀螺盤（$119.9）                    | 超寬型競技場                          |
| BB-34  | LightLauncher （Orange）                                     | 輕便發射器（橙）（$19.9）                     | 橙 發射器                             |
| BB-35  | Booster Flame Sagittario C145S                               | 烈焰射手 C145S（$54.9）                       | 烈焰射手 C145S（$54.9）               |
| BB-36  | Metal Face                                                   | 鋼鐵紋章（銀灰色）（$19.9）                   | 鋼鐵紋章（銀灰色）（$19.9）           |
| BB-37  | Random Booster Light Vol.2 Wind Aquario 100HF/S              | 幻影水瓶別注顏色系列100HF/S（$29.9）          | 初級強化組 Vol.2                      |
| BB-38  | Beylauncher （Iron Grey）                                    | 旋風發射器（鋼灰色）（$44.9）                 | 旋風式發射器（藍）                    |
| BB-39  | Karabiner Grip                                               | 爆旋手柄扣（$39.9）                           | 陀螺攜帶扣環                          |
| BB-40  | Booster Dark Bull H145SD                                     | 暗黑狂牛 H145SD（$44.9）                      | 闇黑野牛 H145SD                       |
| BB-41  | BeyStadium Attack Type                                       | 攻擊型陀螺盤 （$99.9）                        | 超攻擊競技場                          |
| BB-42  | BeyCarrier Waist Type                                        | WBBA專用收納袋 （$59.9）                      | 陀螺收納包                            |
| BB-43  | Starter Lightning L Drago 100HF                              | 雷霆魔龍 100HF （$89.9）                      | 雷霆天龍 100HF                        |
| BB-44  | Random Booster Vol. 3 Stardust Pegasis 100RF                 | 星塵天馬100RF別注顏色系列（$44.9）            | 星塵天馬命運組                        |
| BB-45  | Random Booster Light Vol. 3 Clay Aries ED145B                | 華麗白羊ED145B 別注顏色系列（$29.9）          | 初級強化組 Vol.3                      |
| BB-46  | BeyStadium Balance+Stamina Type                              | 標準型陀螺盤（$149.9）                        | 變化戰鬥場                            |
| BB-47  | Earth Aquila 145WD                                           | 大地蒼鷹 145WD（$64.9）                       | 大地天鷹 145WD                        |
| BB-48  | Flame Libra T125ES                                           | 烈焰天秤 T125ES（$54.9）                      | 烈焰天平 T125ES                       |
| BB-49  | Angle Compass                                                | 爆旋陀螺專業水平儀（$39.9）                   | 角度修正器（平衡儀）                  |
| BB-50  | Storm Capricorne M145Q                                       | 烈風山羊 M145Q （$54.9）                      | 暴風摩羯 M145Q                        |
| BB-51  | Extreme Beystadium                                           | 終極電動陀螺盤（$299.9）                      | 極限結晶戰鬥場                        |
| BB-52  | BeyCarrier Hard Type                                         | WBBA陀螺專用收納盒（$149.9）                  | 陀螺收納盒                            |
| BB-53  | Digital Power Launcher Pegasis Version                       | 數碼天馬發射器（$149.9）                      | 數位天馬                              |
| BB-54  | Digital Power Launcher L Drago Version                       | 數碼魔龍發射器（$149.9）                      | 數位天龍                              |
| BB-55  | Dark Cancer CH120SF                                          | 暗黑巨蟹CH120SF（$44.9）                      | 闇黑巨蟹 CH120SF                      |
| BB-56  | Bey Hybrid Wheel System Reshuffle Set Attack & Balance Type  | 攻擊,平衡改造套裝（$179.9）                   | 攻擊平衡陀螺改造組合                  |
| BB-57  | Bey Hybrid Wheel System Reshuffle Set Stamina & Defence Type | 持久,防禦改造套裝（$179.9）                   | 持久防禦陀螺改造組合                  |
| BB-58  | Beylauncher Suspension                                       | 發射器懸掛裝置（$19.9）                       | 發射器延長拉柄                        |
| BB-59  | Burn Phoenix 135MS                                           | 烈火鳳凰 135MS（$64.9）                       | 燃燒天鳳 135MS                        |
| BB-60  | Random Booster Vol. 4 Earth Virgo GB145BS                    | 大地月女別注顏色系列 GB145BS（$44.9）         | 處女座命運組                          |
| BB-61  | Grip Rubber Red                                              | 發射器防滑膠手把（紅色）（$19.9）             | 把手防滑套（紅）                      |
| BB-62  | Grip Rubber Black                                            | 發射器防滑膠手把（黑色）（$19.9）             | 把手防滑套（黑）                      |
| BB-63  | Grip Rubber White                                            | 發射器防滑膠手把（白色）（$19.9）             | 把手防滑套（白）                      |
| BB-64  | Launcher Grip White                                          | 爆旋陀螺手柄（白色）（$34.9）                 | 發射器手把 （白）                     |
| BB-65  | Rock Escolpio T125JB                                         | 岩巖魔蠍 T125JB（$44.9）                      | 巨岩天蠍 T125JB                       |
| BB-66  | Metal Face （Red）                                           | 鋼鐵紋章（紅色）（$19.9）                     | 鋼鐵徽章（紅）                        |
| BB-67  | Metal Face （Gun Metallic）                                  | 鋼鐵紋章（槍黑色）（$19.9）                   | 鋼鐵徽章（黑）                        |
| BB-68  | Beylauncher （Metallic Orange）                              | 旋風發射器（金屬橙）（$44.9）                 | 旋風式發射器（橘紅）                  |
| BB-69  | Starter Poison Serpent SW145SD                               | 狂毒巨蟒 SW145SD（$64.9）                     | 猛毒巨蟒 SW145SD                      |
| BB-70  | Galaxy Pegasis W105R²F                                       | 銀河天馬 W105R²F（$69.9）                     | 銀河天馬 W105R²F（$69.9）             |
| BB-71  | Ray Unicorno D125CS                                          | 電光獨角 D125CS（$69.9）                      | 電光獨角獸 D125CS                     |
| BB-72  | Aquario 105F                                                 | 巨浪水瓶105F（$44.9）（香港沒有推出）         | 巨浪水瓶105F（$44.9）（香港沒有推出） |
| BB-73  | 3 Segment Launcher Grip                                      | 2代爆旋手柄（$39.9）                          | 卡式發射器握把                        |
| BB-74  | Thermal Lacerta WA130HF                                      | 熱流蠍虎 WA130HF（$54.9）                     | 灼熱蜥蜴WA130HF                       |
| BB-75  | Beyblade Deck Entry Set                                      | 3陀螺全面決勝套裝（$159.9）                   | 超級限定改造組                        |
| BB-76  | Galaxy Pegasis DX Set                                        | 銀河天馬豪華入門套裝（$199.9）                | 銀河天馬豪華戰鬥組合                  |
| BB-77  | BeyDeck Case                                                 | 3 VS 3陀螺盒（$39.9）（香港沒有推出）         | 三對三賽制專用收納匣                  |
| BB-78  | Rock Giraffe R145WB                                          | 岩巖麒麟R145WB（$54.9）                       | 巨岩麒麟R145WB                        |
| BB-79  | Metal Assist                                                 | 鋼鐵手把固定器（$34.9）                       | 金屬穩定器                            |
| BB-80  | Gravity Perseus AD145WD                                      | 重力英仙 AD145WD（$99.9）                     | 重裝黑騎士AD145WD                     |
| BB-81  | Launcher Rubber                                              | 軟膠旋風發射器拉柄 （$19.9）                  | 發射穩定器                            |
| BB-82  | Random Booster Vol.5 Grand Ketos WD145RS/T125RS              | 巨霸鯨怪別注顏色系列 WD145RS/T125RS（$44.9）  | 鯨怪強化組                            |
| BB-83  | Pisces DF145BS                                               | 鱗光雙魚 DF145BS（$44.9）（香港沒有推出）     | 復仇雙魚 DF145BS                      |
| BB-84  | Metal Face （Transparent）                                   | 鋼鐵紋章-2代（透明）（$19.9）                 | 水晶進化鋼鐵紋章                      |
| BB-85  | Metal Face （Transparent Orange）                            | 鋼鐵紋章-2代（透明橙）（$19.9）               | 陽炎進化鋼鐵紋章                      |
| BB-86  | Beyblade Deck Set Attack & Defense Pack                      | 3陀螺攻擊/防禦決勝套裝（$159.9）              | 超級逆襲改造組                        |
| BB-87  | Light launcher 2                                             | 輕便發射器-2代 （$24.9）                      | 拉條式發射器Ⅱ代                       |
| BB-88  | Starter Meteo L Drago LW105LF                                | 隕石魔龍 LW105LF （$89.9）                    | 隕石天龍 LW105LF                      |
| BB-89  | Aries 145D                                                   | 鐵角白羊145D（$44.9）（香港沒有推出）         | 死亡牡羊145D                          |
| BB-90  | LED Sight+PD                                                 | 光速定位裝置+PD （$89.9）                     | 紅外線照準器+PD                       |
| BB-91  | Ray Gil 100RSF                                               | 電光龍骨 100RSF（$54.9）                      | 電光骨龍 100RSF                       |
| BB-92  | Galaxy Pegasis W105R²2F                                      | 銀河天馬 W105R²F（$54.9）                     | 銀河天馬 W105R²F（$54.9）             |
| BB-93  | Ray Unicorno D125CS                                          | 電光獨角 D125CS（$54.9）                      | 電光獨角獸 D125CS                     |
| BB-94  | Tornado Beystadium                                           | 終極電動陀螺盤-2代+旋風力王（$299.9）         | 極限颶風戰場+颶風力士                 |
| BB-95  | Flame Byxis 230WD                                            | 烈焰羅盤 230WD（$54.9）                       | 烈焰羅盤 230WD（$54.9）               |
| BB-96  | Beyblade Super Ade Deck Set                                  | 3陀螺夢幻套裝（$149.9）                       | 究極必勝組合                          |
| BB-97  | Gravity Perseus Reshuffle Set                                | 英仙改造套裝（$219.9）                        | 重裝黑騎士究極改造豪華組              |
| BB-98  | Meteo L-Drago Reshuffle Set                                  | 魔龍改造套裝（$219.9）                        | 隕石天龍究極改造豪華組                |
| BB-99  | Hell Kerbecs BD145DS                                         | 地獄魔犬 BD145DS（$69.9）                     | 地獄三頭犬 BD145DS                    |
| BB-100 | Random Booster Vol.6 Killer Beafowl UW145EWD                 | 死亡孔雀別注顏色系列 UW145EWD（$44.9）        | 孔雀強化組                            |
| BB-101 | Grip Support RED                                             | 手把穩定裝置（紅色）（$19.9）                 | 加長握把零件                          |
| BB-102 | Screw Capricorne 90MF                                        | 螺旋山羊 90MF （$54.9）                       | 螺旋魔羯 90MF                         |
| BB-103 | Snipe launcher                                               | 狙擊手發射器（$34.9）                         | 可動式拉條發射器                      |
| BB-104 | Basalt Horogium 145WD                                        | 玄武時計 145WD                                | 毀滅時鐘 145WD                        |
| BB-105 | Big Bang Pegasis F:D                                         | 轟擊天馬F:D                                   | 爆裂天馬F:D                           |
| BB-106 | Fang Leone 130W²D                                            | 獠牙獅王 130W²D                               | 鋼牙雄獅 130W²D                       |
| BB-107 | Big Bang Pegasis DX set                                      | 轟擊天馬豪華入門套裝                          | 爆裂天馬DX組                          |
| BB-108 | L-Drago Destroy F:S                                          | 毀滅魔龍 F:S                                  | 毀滅天龍 F:S                          |
| BB-109 | Random Booster Vol.7 Beat Lynx TH170WD                       | 猛擊猞猁別注顏色系列 TH170WD                  | 爆擊山貓強化組                        |
| BB-110 | Beylauncher （Blue）                                         | 旋風發射器 （藍）                             | 旋風發射器B                           |
| BB-111 | Beylauncher （Green）                                        | 旋風發射器 （綠）                             | 旋風發射器G                           |
| BB-112 | Karabiner Grip （Red）                                       | 爆旋手柄扣 （紅）                             | 陀螺攜帶扣環R                         |
| BB-113 | Scythe Kronos T125EDS                                        | 土星克羅諾斯 T125EDS                          | 鐮刀巨神 T125EDS                      |
| BB-114 | Vari Ares D:D                                                | 火星阿雷斯 D:D                                | 幻象戰神 D:D                          |
| BB-115 | Beylauncher LR （Metallic RED）                              | 金屬紅色雙向迴轉發射器                        | 旋風發射器LR                          |
| BB-116 | Random Booster Vol.8 Jade Jupiter S130RB                     | 璧玉木星別注顏色系列 S130RB                   | 翡翠宙斯強化組                        |
| BB-117 | Strongest Blader Set                                         | 最強對戰改造套裝                              | 雷電獨角獸改造組                      |
| BB-118 | Phantom Orion B:D                                            | 幽靈獵戶 B:D                                  | 幽靈獵戶 B:D                          |
| BB-119 | Death Quetzalcoatl 125RDF                                    | 破滅羽蛇 125RDF                               | 死亡羽蛇 125RDF                       |
| BB-120 | Ultimate Bey Ta Stadium                                      | 電動陀螺盤-3代+原版復仇者                     | 毀天滅地戰鬥場+原版破壞神             |
| BB-121 | Beyblade Ultimate DX Set                                     | 雙刹天王改造套裝                              | 究極英雄三合一改造組                  |
| BB-122 | Diablo Nemesis X:D                                           | 邪惡復仇者 X:D                                | 破壞神涅墨西斯 X:D                    |
| BB-123 | Random Booster Vol.9 Fusion Hades AD145SWD                   | 融合閻王別注顏色系列 AD145SWD                 | 熔岩冥王強化組                        |
| BB-124 | Kreis Cygnus 145WD                                           | 環叠天鵝 145WD                                | 冰流天鵝 145WD                        |
| BB-125 | Light Launcher LR Purple Red                                 | 左右迴轉輕便發射器（紫紅）                    | 雙向拉條發射器                        |
| BB-126 | Flash Saggitario 230WD                                       | 激閃射手 230WD                                | 閃光射手230WD                         |
| BBG-01 | Samurai Ifraid W145CF                                        | 武士火焰魔神 W145CF（火）                     | 炎神武士 W145CF（火）                 |
| BBG-02 | Shinobi Saramanda SW145SD                                    | 忍者烈火蠑螈 SW145SD（火）                    | 蜥蜴忍者 SW145SD（火）                |
| BBG-03 | Beyblade Start Dash Set                                      | 武士火焰魔神撞擊套裝                          | 超激戰鬥組                            |
| BBG-04 | Zero G Stadium Attack Type                                   | Zero-G攻擊型陀螺盤                            | 攻擊型戰場                            |
| BBG-05 | Zero G Light Launcher                                        | Zero-G輕便發射器                              | 新拉調發射器                          |
| BBG-06 | BeyCarrier Zero G                                            | 陀螺攜帶用具                                  | 零重力陀螺收納盒（未推出）            |
| BBG-07 | Zero G Launcher Grip                                         | Zero-G爆旋手柄                                | 新發條發射器握把                      |
| BBG-08 | Pirates Oroja 145D                                           | 海盜八岐大蛇 145D（水）                       | 海盜巨蛇 145D（水）                   |
| BBG-09 | Thief Phoenic E230GCF                                        | 別注版陀螺Vol.1 強盜幻變不死鳥 E230GCF（火）  | 鳳凰怪盜抽包                          |
| BBG-10 | Guardian Revizer 160SB                                       | 守護者怒濤海獸 160SB（水）                    | 海王守衛 160SB（水）                  |
| BBG-11 | Zero G Stadium Defense type                                  | Zero-G防禦型陀螺盤                            | 防禦型戰場                            |
| BBG-12 | Archer Gryph C145S                                           | 弓箭手獅鷲霸王 C145S（天）                    | 獅鷲射手 C145S（天）                  |
| BBG-13 | Synchrom Battle Set                                          | 海盜章魚巨獸合體對戰套裝                      | 召喚戰鬥組                            |
| BBG-14 | Metal Stone Face - Flame Red                                 | Zero-G鋼鐵紋章（火焰紅）                      | 鋼鐵紋章R                             |
| BBG-15 | Metal Stone Face - Aqua Blue                                 | Zero-G鋼鐵紋章（海洋藍）                      | 鋼鐵紋章B                             |
| BBG-16 | Dark Knight Dragoon LW160BSF                                 | 暗黑騎士狅龍 LW160BSF（天）                   | 龍神黑騎士 LW160BSF（天）             |
| BBG-17 | Zero-G Random Booster Vol. 2 Archer Gargoyle SA165WSF        | 別注版陀螺Vol.2 弓箭手石像惡魔 SA165WSF（天） |                                       |
| BBG-18 | Zero-G Stadium Balance Type                                  | Zero-G平衡型陀螺盤                            | 新次元戰鬥盤                          |
| BBG-19 | Zero-G Launcher -Blue                                        | Zero-G旋風發射器                              | 新旋風發射器（藍）                    |
| BBG-20 | Bandid Golem DF145BS                                         | 山賊頑石魔像 DF145BS（地）                    | 石像土匪 DF145BS（地）                |
| BBG-21 | Fast Zero-G Battle Set                                       | 別注版火焰魔神、怒濤海獸對戰套裝              | 黃金戰鬥組                            |
| BBG-22 | Berserker Begirados SR200BWD                                 | 狂戰士動地巨獸 SR200BWD（地）                 | 巨獸狂戰士 SR200BWD（地）             |
| BBG-23 | Zero-G Random Booster Vol. 3 Bandid Genbull F230TB           | 別注版陀螺Vol.3 山賊玄武靈獸 F230TB（地）     | 龜甲土匪抽包                          |
| BBG-24 | Ultimate Synchrom DX Set Attack & Balance Type               | 究極攻擊、平衡改造套裝                        | 終極改造組（攻擊型&平衡型）           |
| BBG-25 | Ultimate Synchrom DX Set Stamina & Defense Type              | 究極持久、防守改造套裝                        | 終極改造組（防禦型&耐力型）           |
| BBG-26 | Samural Pegasis W105R2F                                      | 武士天馬 W105R2F（神）                        | 天馬武士 W105R2F（神）                |
| BBG-27 | Gladiator Bahamdia SP230GF                                   | 劍鬥士滅絕邪神 SP230GF（神）                  | 惡魔劍鬥士 SP230GF（神）              |

### 游戏
- NDS游戏

名称：戰鬥陀螺 鋼鐵戰魂
发售日：2009年3月26日
价格：5775日圆（港幣$577.50）
ASIN：B001MJ07QK
游戏平台：Nintendo DS
媒体：Video Game
是一款改造主人公钢银河的战斗陀螺并进行对战的动作游戏，而原创版的战斗陀螺“（港:羽蛇金星,台:瑪雅金星）”则会使用限定颜色作为限定特典随游戏附送。
- Wii游戏

名称：戰鬥陀螺 鋼鐵戰魂 全力對戰陀螺盆
发售日：2009年11月19日
价格：5229日圆（港幣$523.00）
ASIN：B002JPK798
游戏平台：Nintendo Wii
媒体：Video Game
附送原創战斗陀螺“（反擊獅王）”。
- NDS游戏

名称：戰鬥陀螺 鋼鐵戰魂 爆誕！電流天馬
发售日：2009年12月3日
价格：5229日圆（港幣$523.00）
ASIN：B002N2YM4I
游戏平台：Nintendo DS
媒体：Video Game
附送原創战斗陀螺（香港：宇宙天馬／台灣：電流天馬）。
- NDS游戏

名稱：戰鬥陀螺 鋼鐵奇兵 爆神須佐之男來襲！
发售日：2010年7月15日
价格：5229日圆（港幣$523.00）
ASIN：B003EELOPY
游戏平台：Nintendo DS
媒体：Video Game
附送原創戰鬥陀螺“（爆神須佐之男）”。
- NDS游戏

名稱：戰鬥陀螺 鋼鐵奇兵 頂上決戦!大爆炸
发售日：2010年12月2日預訂
价格：6189日圆（港幣$619.00）
ASIN：B0040ZOZX4
游戏平台：Nintendo DS
媒体：Video Game
附送原創戰鬥陀螺“（惡夢暴龍）”。
PSP遊戲 
名稱：爆旋陀螺鋼鐵戰魂攜帶版：超絕轉生
发售日：2010年10月21日預訂
价格：5,255日圓（港幣$525.50）
附送原創戰鬥陀螺:爆炎火神145D

### 月历
于2009年10月28日发售的《金属对决 战斗陀螺》2010年日历，全七页，定价1680日圆。发售商是。
于2010年11月10日发售的《金属对决 战斗陀螺》2011年日历，全七页，定价1680日圆。发售商是。

### CD
- 主题曲

| 片尾曲•「」 | 片尾曲•「」 | 片尾曲•「」      | 片尾曲•「」  | 片尾曲•「」 | 片尾曲•「」 |
| ----------- | ----------- | ---------------- | ------------ | ----------- | ----------- |
| 歌手        | 发售日期    | 价格             | 品牌名       | 媒体        |             |
| MASH        | 2009-6-10   | 1050日圆（含税） | cutting edge | AUDIO-CD    |             |

| 片頭曲•「」 | 片頭曲•「」 | 片頭曲•「」      | 片頭曲•「」 | 片頭曲•「」 | 片頭曲•「」 |
| ----------- | ----------- | ---------------- | ----------- | ----------- | ----------- |
| 歌手        | 发售日期    | 价格             | 品牌名      | 媒体        |             |
| YU+KI       | 2010-8-18   | 1500日圆（含税） |             | AUDIO-CD    |             |

### DVD
| 发售商：Sony Pictures | 发售商：Sony Pictures | 发售商：Sony Pictures | 发售商：Sony Pictures | 发售商：Sony Pictures | 发售商：Sony Pictures  |
| --------------------- | --------------------- | --------------------- | --------------------- | --------------------- | ---------------------- |
| 碟数                  | 发售日期              | 收录话数              | 商品番号              | ASIN                  | 封面人物               |
| VOL1.                 | 2009年7月15日发售     | 1～4话                | LDDS-1001             | B0029VOBX0            | 盾神京谷、钢银河       |
| VOL2.                 | 2009年8月12日发售     | 5～8话                | LDDS-1002             | B002CWJYVK            | 汤宫健太、辨慶、天野圆 |
| VOL3.                 | 2009年9月9日发售      | 9～12话               | LDDS-1003             | B002HHQ9WW            | 钢银河、大道寺         |
| VOL4.                 | 2009年10月14日发售    | 13～16话              | LDDS-1004             | B002KYWIP4            | 钢银河、龙牙           |
| VOL5.                 | 2009年11月11日发售    | 17～20话              | LDDS-1005             | B002P489Q6            | 汤宫健太、冰魔、北斗   |
| VOL6.                 | 2009年12月9日发售     | 21～23话              | LDDS-1006             | B002SVPMC0            | 鋼銀河、天童遊         |

| 发售商：Sony Pictures | 发售商：Sony Pictures | 发售商：Sony Pictures | 发售商：Sony Pictures | 发售商：Sony Pictures | 发售商：Sony Pictures                                                  |
| --------------------- | --------------------- | --------------------- | --------------------- | --------------------- | ---------------------------------------------------------------------- |
| 碟数                  | 发售日期              | 收录话数              | 商品番号              | ASIN                  | 封面人物                                                               |
| VOL1.                 | 2010年1月13日发售     | 24～27话              | LDDS-1007             | B002V14RLE            | 钢银河、盾神京谷、湯宮健太、辨慶、天野圓 波佐間光、冰魔 天童遊、大鳥翼 |
| VOL2.                 | 2010年2月10日发售     | 28～31话              | LDDS-1008             | B002WJZZ5M            | 鋼銀河、大鳥翼、渡蟹哲也                                               |
| VOL3.                 | 2010年3月10日发售     | 32～35话              | LDDS-1009             | B0030HE1XW            | 鋼銀河、不死鳥/鳳凰                                                    |
| VOL4.                 | 2010年4月14日发售     | 36～39话              | LDDS-1010             | B0036BO5PG            | 盾神京谷、辨慶                                                         |
| VOL5.                 | 2010年5月12日发售     | 40～43话              | LDDS-1011             | B0037B0ZHW            | 天童遊、大道寺                                                         |
| VOL6.                 | 2010年6月9日发售      | 44～47话              | LDDS-1012             | B003B4WOJM            | 湯宮健太、水地零士                                                     |
| VOL7.                 | 2010年7月14日发售     | 48～51话              | LDDS-1013             | B003FGK9IY            | 銀河、龍牙（與另一個不同變化形象）                                     |

| 发售商：Sony Pictures | 发售商：Sony Pictures | 发售商：Sony Pictures | 发售商：Sony Pictures | 发售商：Sony Pictures | 发售商：Sony Pictures                                    |
| --------------------- | --------------------- | --------------------- | --------------------- | --------------------- | -------------------------------------------------------- |
| 碟数                  | 发售日期              | 收录话数              | 商品番号              | ASIN                  | 封面人物                                                 |
| VOL1.                 | 2010年8月11日发售     | 1～4话                | LDDR-1021             |                       | 鋼銀河、角谷正宗                                         |
| VOL2.                 | 2010年9月8日发售      | 5～8话                | LDDR-1022             |                       | 中國代表隊 王虎眾                                        |
| VOL3.                 | 2010年10月13日发售    | 9～12话               | LDDR-1023             |                       | 鋼銀河、朱利斯・凱薩                                     |
| VOL4.                 | 2010年11月10日发售    | 13～16话              | LDDR-1024             |                       | 俄羅斯代表隊 陷阱隊（Lavshuka）                          |
| VOL5.                 | 2010年12月8日发售     | 17～20话              | LDDR-1025             |                       | 南非代表隊 狂野獠牙隊（Wild Fang）                       |
| VOL6.                 | 2011年1月12日发售     | 21～24话              | LDDR-1026             |                       | 天童遊、大鳥翼（善與惡兩面人格）                         |
| VOL7.                 | 2011年2月9日发售      | 25～28话              | LDDR-1027             |                       | 歐洲聯盟代表隊 王者之劍隊（Excalibur）                   |
| VOL8.                 | 2011年3月9日发售      | 29～32话              | LDDR-1028             |                       | 巴西代表隊 葛雷西家族（Graces）                          |
| VOL9.                 | 2011年4月13日发售     | 33～36话              | LDDR-1029             |                       | 日本代表隊 鋼鐵銀河隊                                    |
| VOL10.                | 2011年5月11日发售     | 37～40话              | LDDR-1030             |                       | 美國代表隊 破星者隊（Starbreaker）                       |
| VOL11.                | 2011年6月8日发售      | 41～44话              | LDDR-1031             |                       | 龍牙、傑克                                               |
| VOL12.                | 2011年7月13日发售     | 45～49话              | LDDR-1032             |                       | 法斯特/浮士德、托比                                      |
| VOL13.                | 2011年8月10日发售     | 50～51话              | LDDR-1033             |                       | 日本代表隊 鋼鐵銀河隊、天野圓 湯宮健太、鋼流星、波佐間光 |

| 发售商：Sony Pictures | 发售商：Sony Pictures | 发售商：Sony Pictures | 发售商：Sony Pictures | 发售商：Sony Pictures | 发售商：Sony Pictures  |
| --------------------- | --------------------- | --------------------- | --------------------- | --------------------- | ---------------------- |
| 碟数                  | 发售日期              | 收录话数              | 商品番号              | ASIN                  | 封面人物               |
| VOL1.                 | 2011年2月18日发售     | 全一話                |                       | B004BR20C4            | 鋼銀河、希利奧斯、全體 |

| 发售商：Sony Pictures | 发售商：Sony Pictures  | 发售商：Sony Pictures | 发售商：Sony Pictures | 发售商：Sony Pictures | 发售商：Sony Pictures |
| --------------------- | ---------------------- | --------------------- | --------------------- | --------------------- | --------------------- |
| 碟数                  | 发售日期               | 收录话数              | 商品番号              | ASIN                  | 封面人物              |
| VOL1.                 | 2011年10月26日发售     | 1～2话                | 1000242331            |                       | 鋼銀河                |
| VOL2.                 | 2011年10月26日发售     | 3～4话                | 1000242316            |                       | 盾神京谷              |
| VOL3.                 | 2011年11月30日发售     | 5～6话                | 1000242315            |                       | 水澤勇氣              |
| VOL4.                 | 2011年11月30日发售     | 7～8话                | 1000242314            |                       | 龍牙                  |
| VOL5.                 | 2011年12月21日发售     | 9～10话               | 1000242313            |                       | 約克/約翰尼斯         |
| VOL6.                 | 2011年12月21日发售     | 11～12话              | 1000242312            |                       | 亞古孟/阿古瑪         |
| VOL7.                 | 2012年1月25日发售      | 13～14话              | 1000242311            |                       | 大鳥翼                |
| VOL8.                 | 2012年1月25日发售      | 15～16话              | 1000242310            |                       | 吉歐/斯奧、托比       |
| VOL9.                 | 2012年2月29日发售      | 17～18话              | 1000242309            |                       | King                  |
| VOL10.                | 2012年2月29日发售      | 19～20话              | 1000242330            |                       | 龍斗、奈魯            |
| VOL11.                | 2012年3月28日发售      | 21～22话              | 1000242319            |                       | 杜納米斯/戴倫美斯     |
| VOL12.                | 2012年3月28日发售      | 23～24话              | 1000242318            |                       | 角谷正宗              |
| VOL13.                | 2012年4月25日預定发售  | 25～26话              | 1000242317            |                       | 基斯/克里斯           |
| VOL14.                | 2012年5月30日預定发售  | 27～28话              | 1000299792            |                       | 天童遊                |
| VOL15.                | 2012年6月27日預定发售  | 29～30话              | 1000299790            |                       | 堤堤/迪迪             |
| VOL16.                | 2012年7月25日預定发售  | 31～32话              | 1000299788            |                       | 布魯圖/布魯斯         |
| VOL17.                | 2012年8月29日預定发售  | 33～34话              | 1000299786            |                       | 拉格/羅喉             |
| VOL18.                | 2012年9月26日預定发售  | 35～36话              | 1000299784            |                       | 湯宮健太              |
| VOL19.                | 2012年10月31日預定发售 | 37～39话              | 1000337412            |                       | 傳說中的陀螺戰士      |